# Nikolaï Fechine
Nikolaï Fechine (en russe : Николай Иванович Фешин), né le 26 novembre 1881 (8 décembre dans le calendrier grégorien) à Kazan, dans l'Empire russe et mort le 5 octobre 1955, à Santa Monica, Californie, États-Unis, est un peintre, graphiste, sculpteur, graveur russe, soviétique nationalisé ensuite américain. C'est un représentant, par sa peinture, de l'impressionnisme et de l'Art nouveau.
Il entre à l'école des beaux-arts de Kazan à 13 ans, puis poursuit sa formation à Saint-Pétersbourg, où il est diplômé de l'académie impériale des beaux-arts, après y avoir été formé dans l'atelier d'Ilia Répine. Après ses études, il retourne à Kazan où il enseigne à l'école des beaux-arts qui porte aujourd'hui son nom : école des beaux-arts de Kazan N. Fechine (ru). En 1916, il est nommé académicien à l'Académie impériale des beaux-arts de Saint-Pétersbourg. 
À 42 ans, en 1923, Fechine émigre aux États-Unis avec sa famille, où il réside jusqu'à sa mort à l'âge de 73 ans, en 1955. En 1976, sa fille Iya Fechina (ru) (1914-2002), ballerine et critique d'art, fait transférer les cendres de son père de Californie à Kazan. Fechine était connu en Russie et en URSS, mais aux États-Unis il est considéré comme un artiste américain. Il a créé plus de 2 000 œuvres qui se trouvent dans plus de trente musées aux États-Unis sans compter les collections privées. La plus grande collection de ses œuvres se trouve au musée des arts figuratifs du Tatarstan (plus précisément exposée dans la filiale du musée : la galerie d'art Khazine au Kremlin de Kazan). Ses toiles sont aussi présentées dans les musées de Saint-Pétersbourg, Tcheboksary, Kozmodemiansk, Kirov, et dans des collections privées.

## Biographie

### Jeunesse
Nicolaï Fechine est né à Kazan le 26 novembre 1881 dans la famille du sculpteur d'iconostases Ivan Alexandrovitch Fechine, propriétaire de son propre atelier. Ivan Fechine était originaire d'Arzamas, et ses parents provenaient du village de Pouchkarka (Oblast de Nijni Novgorod). Sa mère Praskovia Tchistova était originaire de Kostroma. L'atelier du père de Nikolaï, Ivan Fechine, a reçu plusieurs prix d'expositions scientifiques pour la haute qualité et la variété de ses dessins.

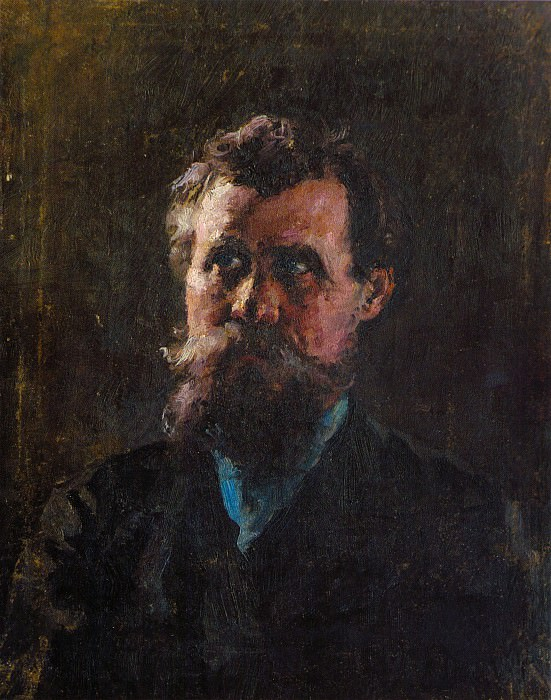
Ivan Fechine, le père du peintre, peint par son fils, 1809

À l'âge de 14 ans, Fechine est atteint d'une méningite et tombe dans la coma durant deux semaines. Selon la légende familiale, décrite par Fechine dans son Autobiographie, les médecins impuissants devant la maladie conseillent aux parents de prier pour qu'un miracle se produise ; le père, parfaitement introduit dans le milieu du clergé, obtient de pouvoir ramener chez lui depuis la cathédrale de l'Annonciation de Kazan une copie de l'icône de la Mère de Dieu de Tikhvine exposée à la cathédrale. Nikolaï se rétablit, mais la maladie le rendra solitaire et renfermé. Il manifeste depuis son plus jeune âge des talents de dessinateur et se consacre entièrement à son art.
Les premiers essais indépendants de Nikolaï Fechine remontent à l'âge de six ans et sont encore conservés dans un album de cette époque. À partir de 9 ans, il commence à travailler dans l'atelier de son père participant activement à la réalisation des commandes. Les talents du garçon sont remarqués par le directeur de l'école des beaux-arts de Kazan, N. Belkovitchem, le futur beau-père de l'artiste.
Ivan Fechine n'était pas trop doué pour la finance et le commerce et il finit par faire faillite malgré sa renommée. Il doit alors vendre tous ses biens pour payer ses dettes. Il commence alors à voyager dans les villages pour gagner sa vie. Sa famille reste en ville et vit dans le besoin. Son fils Nikolaï parvient malgré tout à suivre les cours de l'école primaire. Nikolaï Fechine rappelle lui-même que le premier bénéfice réalisé grâce à un dessin d'iconostase lui a permis, à l'âge de 13 ans, de se payer un costume scolaire qui coûtait 10 roubles.
En 1895, s'ouvre à Kazan l'école des beaux-arts de Kazan et c'est la première dans laquelle Fechine est entré. Son père l'a poussé à s'inscrire parce qu'il voulait que son fils devienne artiste peintre. Mais c'est à ce moment que la famille Fechine s'est séparée : la maman Praskovia épuisée par le dénuement retourne chez ses parents à Kostroma ; le père Ivan quitte Kazan également et n'est plus en mesure d'aider son fils. Malgré cela, jusqu'à la fin de sa vie, Nikolaï considéra son père comme celui qui détenait l'autorité dans la famille. Nikolaï, alors âgé de 14 ans, reste seul à Kazan, sans revenus fixes et en connaissant la faim. Il reçoit toutefois un peu d'aide d'un oncle paternel, propriétaire d'une usine d'essence de térébenthine dans le village de Kouchnia, à 100 verstes de Kazan. C'est de là qu'est venu l'intérêt de Fechine pour la vie quotidienne du peuple Maris dont les populations étaient majoritaires dans la région. Fechine passe la majeure partie de sa vie à l'école de Kazan et il a conservé ses peintures à l'huile d'étudiant, en particulier celle intitulée La Tentation sur un sujet évangélique.

### Académie des Beaux-Arts (1900-1909)
En 1900, Fechine est diplômé de l'école des beaux-arts de Kazan, part pour Saint-Pétersbourg et entre à l'Académie russe des beaux-arts. Lors de l'examen d'entrée, il est classé deuxième de sa promotion. Parmi ses condisciples, on trouve Boris Anisfeld, Isaak Brodsky, David Bourliouk, Alexandre Savinov (en) et d'autres encore. Les deux premières années, il suit les cours de Robert Salemann (de) et de Piotr Miassoiedov (ru). Ses travaux académiques de l'époque n'ont pas été conservés.
Nikolaï Fechine vit dans la pauvreté et ne parvient pas à payer ses frais de scolarité à l'académie. Il mange dans une cantine gratuite. Ses moyens de subsistance, il les obtient en réalisant des croquis pour des affiches, des programmes de bals, des mascarades, des cartes d'invitations à des concours. Les œuvres décoratives de Fechine sont figuratives et appartiennent à l'Art nouveau. À partir de 1902, il collabore aux magazines Chout et Volnitza comme illustrateur. Les dessins qui nous restent sont des caricatures humoristiques de la vie populaire quotidienne datant de 1904. Ce sont des reproductions imprimées, les originaux ayant disparu.

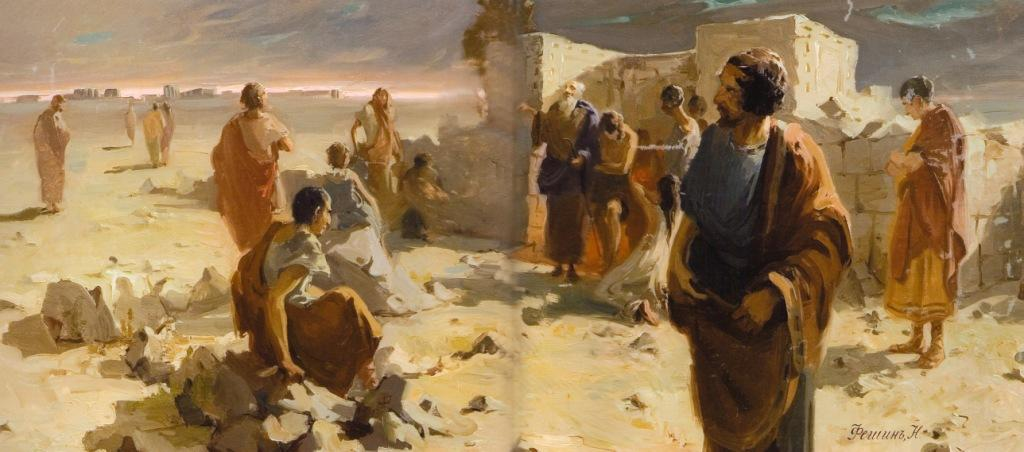
Sortie des catacombes après la prière (1903). Saint-Pétersbourg, Musée de l'académie des beaux-arts.

En 1903, Fechine entre à l'atelier d'Ilia Répine à l'académie des beaux-arts. C'est le plus grand atelier de l'académie et le plus populaire parmi les étudiants (70 étudiants en font partie). Pour son travail de fin de première année chez Répine, intitulé Sortie des catacombes après la prière, Fechine reçoit le premier prix. Ce travail devait répondre, entre autres, à une série de règles formelles, et en particulier, démontrer la capacité de l'étudiant de représenter un espace tridimensionnel sur la toile en utilisant les lois de la perspective.
Pendant ses études à l'académie, Fechine passe chaque année dans sa région natale, et aussi chez son oncle à Kouchnia ou encore à Tcheboksary chez d'autres parents. Durant les années 1904 à 1906, il réalise une série de portraits de parents et de connaissances, qui font preuve de sa remarquable technique. Plus tard, Fechine a évolué vers un style plus individuel, attiré vers une peinture d'un style large et libre. En 1904, pendant son séjour à Mstiora, Fechine s'est consacré à des activités pédagogiques au sein de l'école locale d'iconographie. En 1904, Fechine fait la connaissance de l'ingénieur N. Ijitski, qui le persuade de voyager et de visiter la Sibérie. Fechine part alors vers la Taïga au sud du Ienisseï. Il revient à Saint-Pétersbourg au début de l'année 1905. Il ne reste pas à l'écart de la révolution russe de 1905 qui s'y déroule : de 1905 à 1907 sont réalisées ses esquisses : Sortie de l'usine, 1905 à l'usine et Fusillade. Lors de l'exposition de printemps à l'académie en 1906, le censeur n'a pas manqué de refuser les travaux sur des thèmes révolutionnaires d'Isaak Brodsky et de Fechine. La même année, Fechine est invité à diriger des classes de dessin de la manufacture de verre et de porcelaine de Lomonossov, mais il décline l'invitation.

Ilia Répine décide de quitter l'académie en raison d'un conflit. Nikolaï Fechine fait partie de la cinquantaine d'étudiants qui lui demandent de ne pas abandonner l'enseignement tant ils appréciaient la qualité de celui-ci :

« … Je me souviens que Répine n'a jamais abandonné son opinion sur la personnalité de l'étudiant, et qu'il appréciait toujours l'originalité… Il n'essayait pas d'enseigner à tout prix, considérant que pour des personnes qui ont la technique, c'est inutile et que ceux qui entraient à l'académie la possédaient déjà. Cependant, ses conseils de maître ont toujours eu une valeur exceptionnelle par la force de leur logique. Il semblait voir non seulement le travail mais aussi l'âme de l'artiste »

.
Répine n'aimait pas Fechine, mais cela ne l'a pas empêché, de nombreuses années plus tard, de le considérer comme « le plus talentueux des peintres contemporains ». Tous les chercheurs qui ont travaillé sur l'œuvre de Fechine ont évoqué l'influence que Répine a eue sur lui, en particulier la biographe américaine Mary Balcomb qui rappelle que c'est grâce à Répine que Fechine a fait connaissance avec l'impressionnisme. Mais Fechine ne pouvait pas être un simple disciple de Répine ; en adoptant certains principes de base de la création de Répine, il les a redéfinis : 

« Personnellement j'ai toujours essayé d'exprimer le sujet techniquement, en construisant mon travail sur base d'une réalisation technique, comme le fait un musicien virtuose, et non comme un musicien compositeur. »

Il faut remarquer que son séjour à Saint-Pétersbourg, avec son environnement historique et son atmosphère intellectuelle, n'a pratiquement pas eu d'influence sur Fechine. Cela est dû à son développement exceptionnellement précoce et à l'intégrité de sa nature artistique.
Le départ de Répine de l'académie s'est avéré, pour Fechine, être une ouverture vers la révélation de sa personnalité. Les deux dernières années passées à l'académie, Fechine a beaucoup lu et expérimenté des questions d'apprêts et des couleurs. Il renonce à l'utilisation d'apprêts finis à base d'huile et les remplace par des apprêts à la caséine ou à la gélatine, de sa composition. En plus de ses pinceaux, il utilise aussi le couteau à peindre. Tout cela lui a permis d'accéder à une manière de peindre plus libre et plus ample.

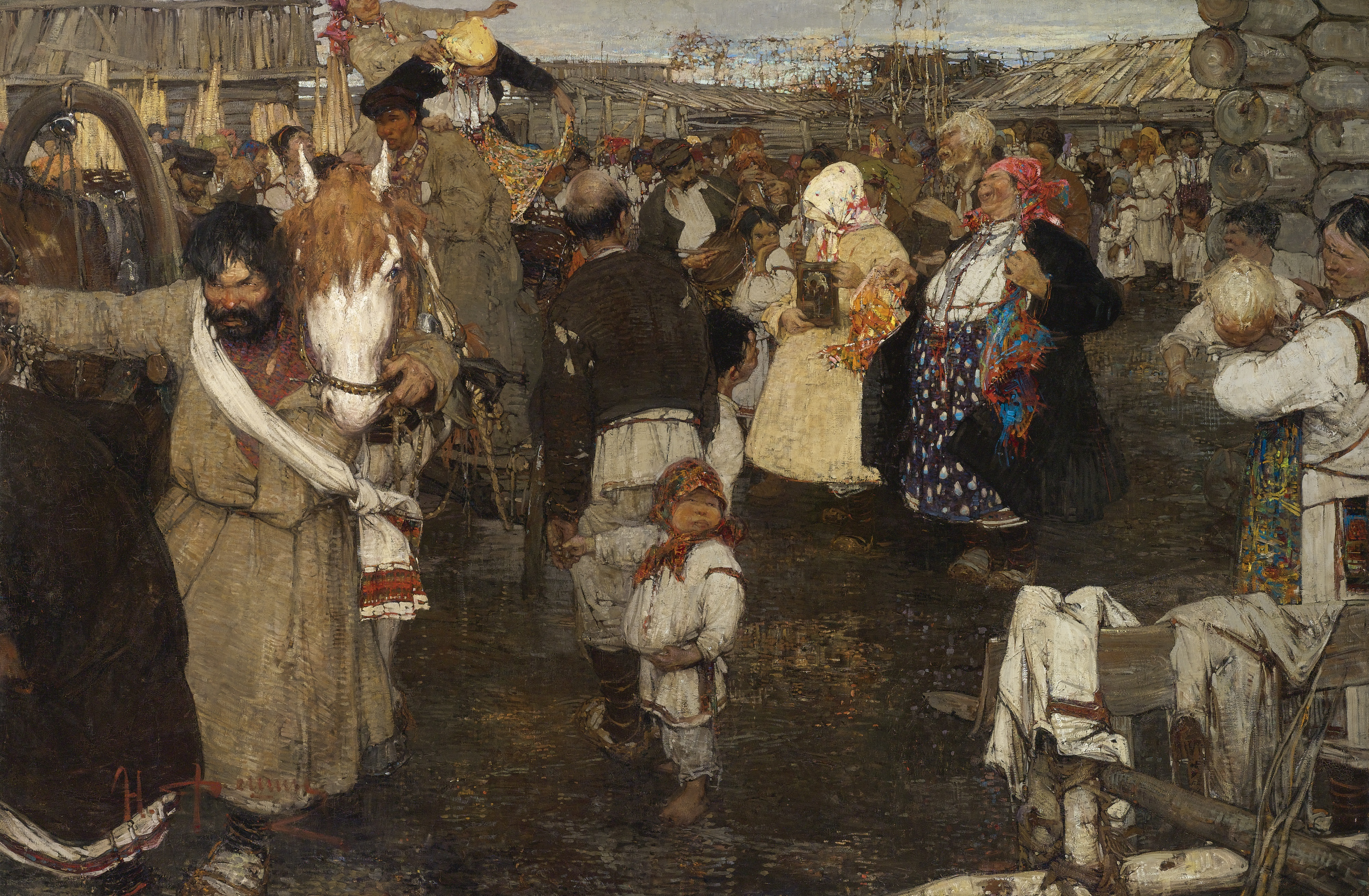
Mariage chez les Tchérémisses ou Mariage chez les Maris, 1908

Selon l'historienne d'art G. Toulouzakova, « Fechine est devenu Fechine » à partir de la création en 1908 de son tableau Mariage chez les Maris ou Mariage chez les Tchérémisses (autre nom du peuple Maris). Durant l'été 1908, Fechine passe par le village de Maris du nom de Lipcha, où il recueille beaucoup de croquis, esquisses, dessins qu'il utilise ensuite dans la maison de son oncle à Kazan. Le sujet choisi par l'artiste est le moment de l'enlèvement de la jeune fille de la maison de ses parents et sous les yeux de tout le village. Les contrastes marqués à différents niveaux jouent un rôle important : dans l'expression de l'action, soulignée par la laideur des visages, la couleur grisâtre du paysage, la dynamique des personnages au second plan et l'aspect statique de ceux du premier rang, le traitement chromatique et la place donnée au blanc. Lors de l'exposition académique de 1909, ce tableau a reçu le premier prix, le Prix Arkhip Kouïndji et a ensuite été envoyé à l'exposition qui se tenait à Munich. Son tableau a été dédaigné par le public et par la critique. Ainsi I. Evséiev écrit : « Il est vraiment regrettable que ce peintre avec tous ses talents ait délibérément déformé le dessin jusqu'à ce qu'il devienne ridicule par son caractère exagéré ». Plus loin, il poursuit en se plaignant « de la honte dont est couverte la vie russe à cause de cette caricature ». Les critiques à Kazan ont été plus pondérées et le journal Kamsko-Voljskaïa retch écrit : « …dans tout cela, on ressent plus que la simple vie quotidienne. Cela ressemble à une vaste généralisation de la vie triste, de l'esclavage séculaire, du travail acharné, de l'abâtardissement ». En 1910, le Mariage des Maris est exposé au Carnegie Museum of Art, musée d'art situé à Pittsburgh, en Pennsylvanie, à qui le financier William Stimmel l'a acheté. Ce dernier a ensuite rassemblé une collection ciblée de tableaux de Fechine. Après la mort de William Stimmel, en 1930, sa collection a été mise aux enchères. Selon M. Bourliouk, Mariage Tchérémisse est parti pour 800 dollars, alors que le cadre seul valait déjà 500 dollars. Plus tard, dans les années 1960, la trace du tableau avait disparu jusqu'à ce qu'il soit mis aux enchères à Santa Fe au Nouveau-Mexique. Une cliente l'a acheté puis l'a offert au centre national cow-boy à Oklahoma City. En novembre 2011, à New York, à la salle de vente Sotheby's, Mariage chez les Tchérémisses a été vendu pour la somme de 3,3 millions de dollars, l'identité de l'acheteur n'étant pas révélée.

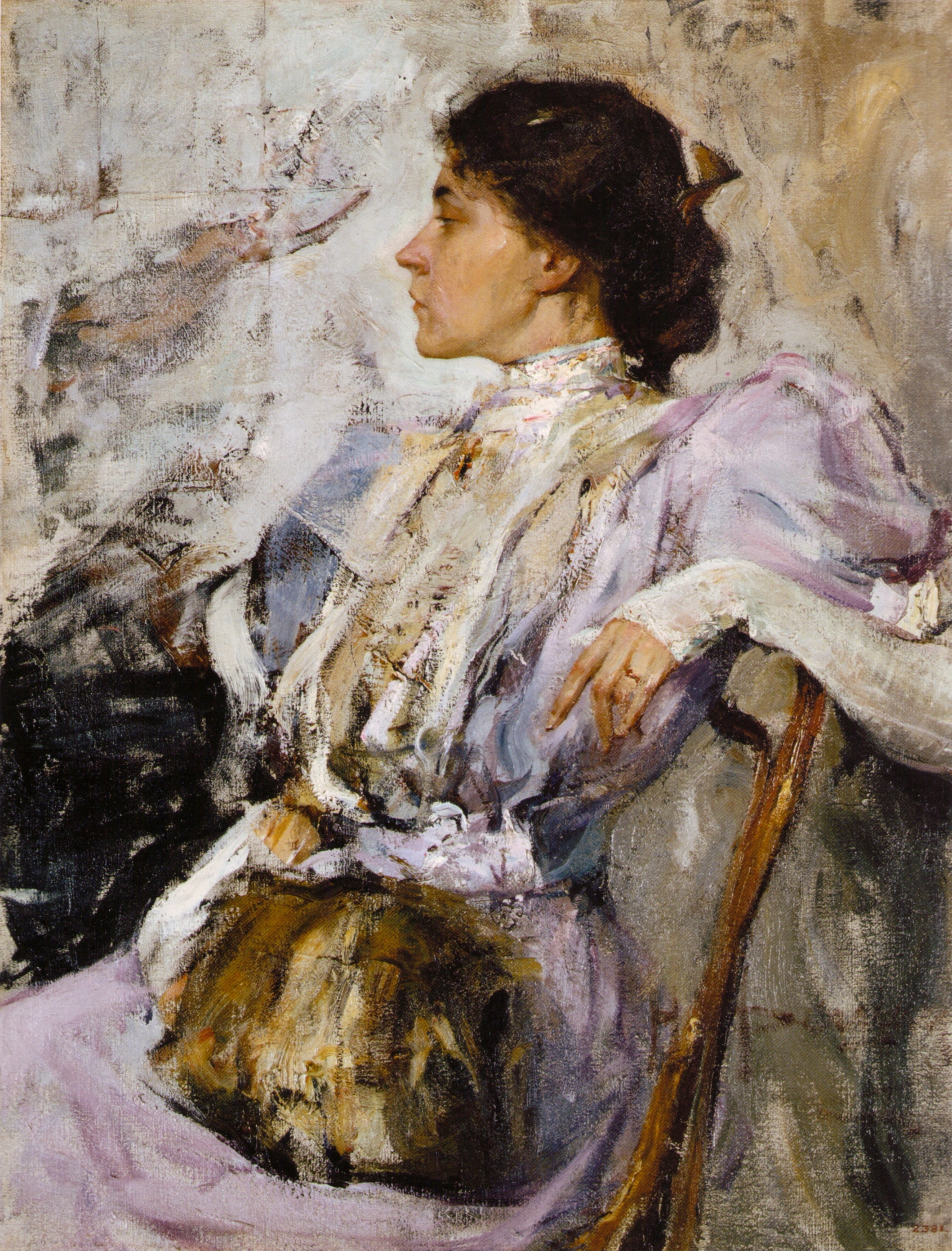
La Dame en mauve (1908). Saint-Pétersbourg, Musée russe

Pour le tableau La Dame en mauve, le nom du modèle n'est pas connu. C'est une toile déjà peinte précédemment qui a été utilisée et l'ancienne couche colorée transparaît dans le portrait. Cela complique l'interprétation de la palette des couleurs. Pour le peintre c'est l'individualité du visage du modèle qui est la plus importante. C'est pourquoi le visage est réalisé de manière presque photographique alors que l'espace secondaire prend une forme semi-abstraite. Ce tableau a reçu la petite médaille d'or de l'exposition internationale de Munich. C'était inattendu pour Fechine, car il considérait cette toile comme un simple travail d'étude.
Fechine passe, en 1909, sa dernière année à l'académie de Saint-Pétersbourg. À cette époque, l'école des Beaux-Arts de Kazan est en crise. L'académie impériale de Saint-Pétersbourg demande à l'école de Kazan d'améliorer le niveau de son enseignement et, dès 1908, son directeur G. Medvedev invite Fechine à Kazan dans de nouveaux locaux construits pour l'école des Beaux-Arts de la ville (ru). Le 1er novembre 1909, Fechine est nommé professeur à temps plein pour la classe de peinture et de dessin.

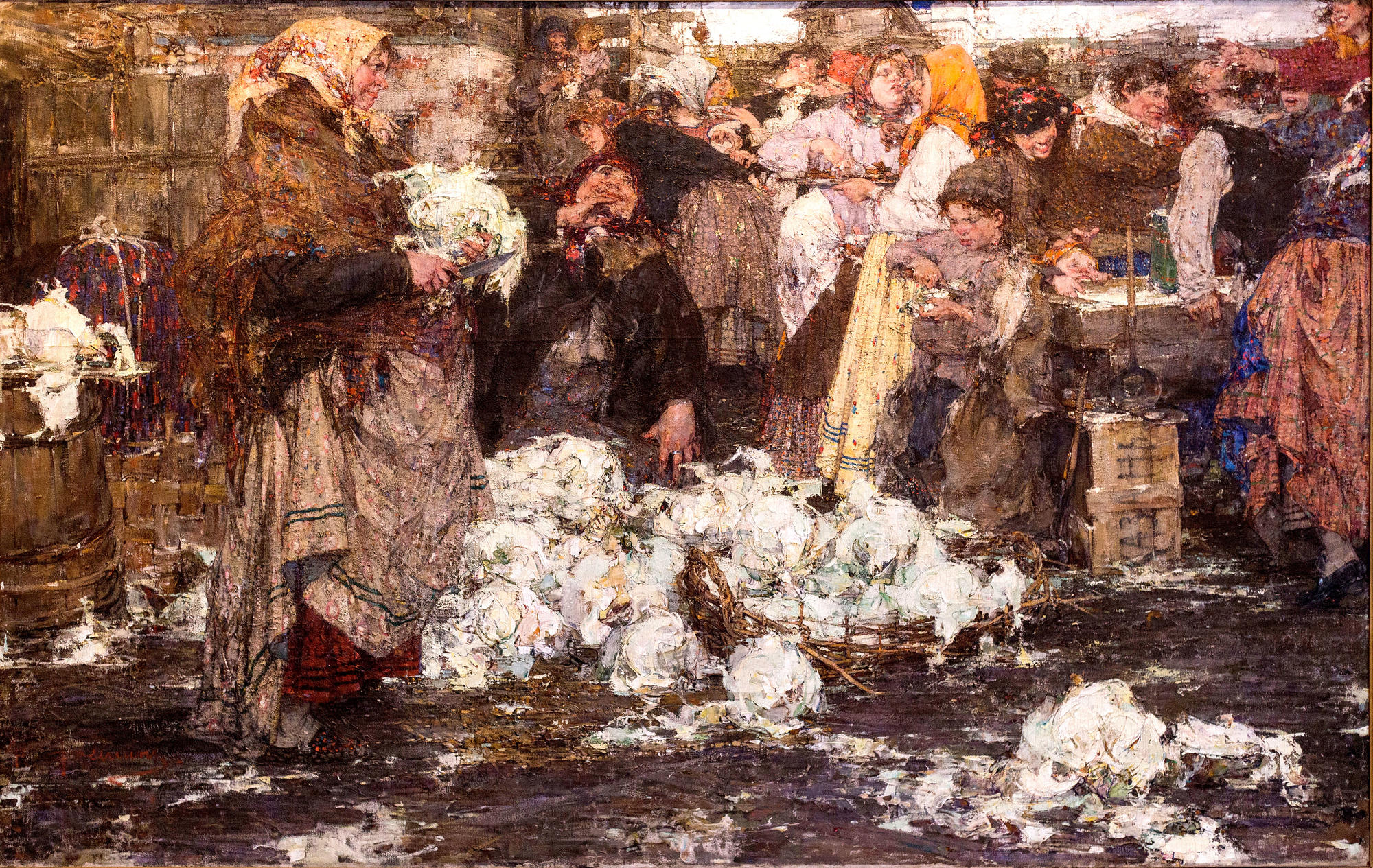
Kapoustnitsa(1909) La Fête du chou — œuvre de concours pour l'académie des beaux-arts de Saint-Pétersbourg, (musée de l'académie

Le tableau La Fête du chou (Kapoustnitsa) est un travail de Fechine pour le concours de l'académie de Saint-Pétersbourg qui présente de nombreux liens avec Le Mariage chez les Maris (ou des Tchérémisses). Il l'a peint à Kazan. L'artiste a choisi comme sujet une scène de la vie villageoise : le salage des choux pour les conserver l'hiver qui a lieu traditionnellement lors des fêtes de la Croix, au mois de septembre. Ce sujet lui donne l'occasion d'exprimer un mélange de joie et de tristesse, de bonne santé et de pauvreté, etc. Fechine a passé beaucoup de temps dans le village de Pouchkarka sous Arzamas pour le réaliser. Deux variantes de l'esquisse de la composition ont été conservées.

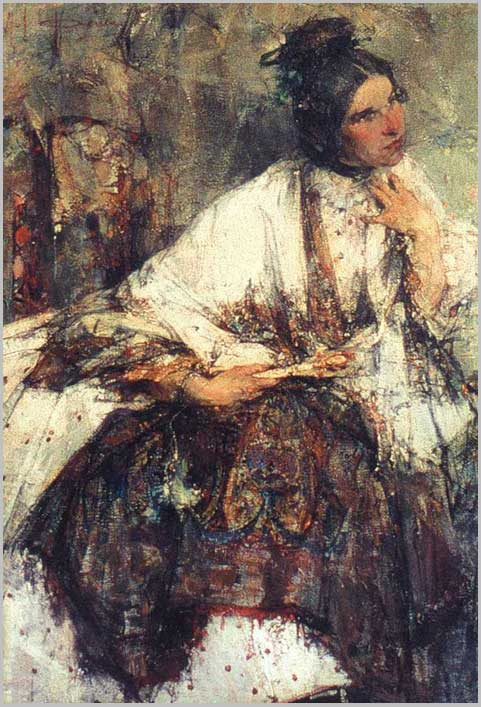
Nadejda Sapojnikova (1908)

Le prix obtenu par Nikolaï Fechine, lors de l'obtention de son diplôme le 30 octobre 1909, lui donne l'occasion de réaliser un voyage à l'étranger. Au printemps 1910, Fechine quitte pour la première fois de sa vie la Russie et visite Berlin, Munich, Vérone, Venise, Milan, Padoue, Florence, Rome, Naples, Vienne. Il termine son voyage par Paris. Il est accompagné par Nadejda Sapojnikova (en) (1877—1942), une représentante de la dynastie des marchands de Kazan qui est aussi une artiste amateur. Fechine décrit son voyage comme suit : 

« …Je n'ai pas trop écrit du fait qu'il y avait beaucoup de choses à voir et que je n'avais pas envie de travailler. Je suis finalement arrivé à Paris avec l'intention d'y rester pour étudier. Mais je me suis rendu compte que je n'étais pas capable d'encore apprendre auprès de quelqu'un d'autre, vu ma lassitude après treize longues années de scolarité. J'ai vu tellement de choses jusqu'au vertige, que j'ai commencé à ressentir le désir de retourner au travail dans des conditions qui m'étaient plus familières qu'à Paris. Et je suis donc retourné en Russie. »

### Kazan (1910-1916)

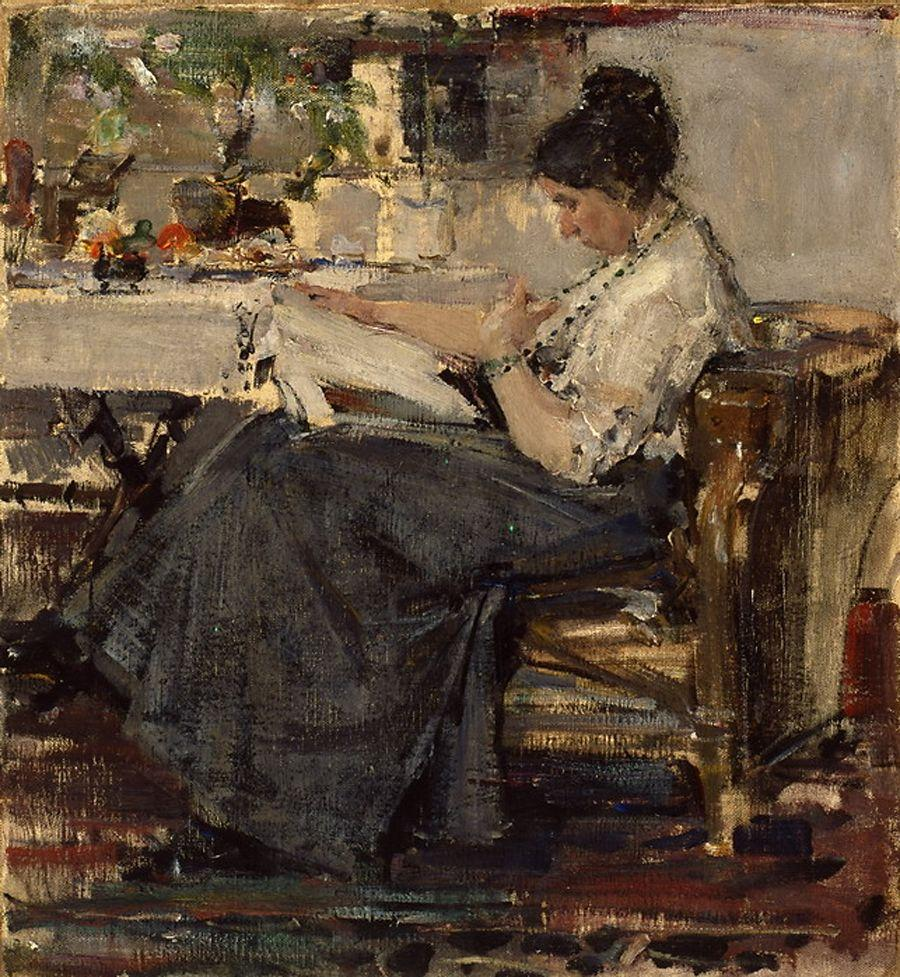
Portrait de N.M. Sapojnikova (1915). Étude. Kazan, Galerie nationale Khazine

Après s'être installé à Kazan, Fechine inaugure directement son atelier dans les locaux de l'école des Beaux-Arts. Ses étudiants se souviennent que Fechine, quand il travaillait avec ses étudiants, préférait utiliser une méthode d'affichage visuel. Cela lui venait de ses contacts avec Répine : il ne théorisait pas, expliquant tout très brièvement, et si l'élève ne comprenait pas, il prenait un morceau de charbon, un crayon ou un pinceau et montrait tout lui-même. Il ne fixait jamais de norme à ses étudiants, préférant respecter leur individualité. Une de ses premières élèves à Kazan, c'était Nadejda Sapojnikova dont il avait fait la connaissance en 1908. Quand il revient de son tour d'Europe par Paris, Nadejda décide de rester dans la ville et y vit jusqu'en jusqu'en 1912. Elle travaille dans l'atelier de Viti et Kees van Dongen. Quand elle retourne à Kazan elle y crée son propre atelier (rue actuelle de Rakhmatoulina), et enseigne à l'école des Beaux-Arts. Elle rassemble autour d'elle des étudiants, des professeurs, des artistes. Ses relations amicales avec Fechine se sont prolongées jusqu'au départ de ce dernier pour l'étranger. Nadejda Sapojnikova était par ailleurs sa première mécène : sa collection comprenait 11 de ses tableaux parmi lesquels 5 portraits réalisés dans son atelier à elle.

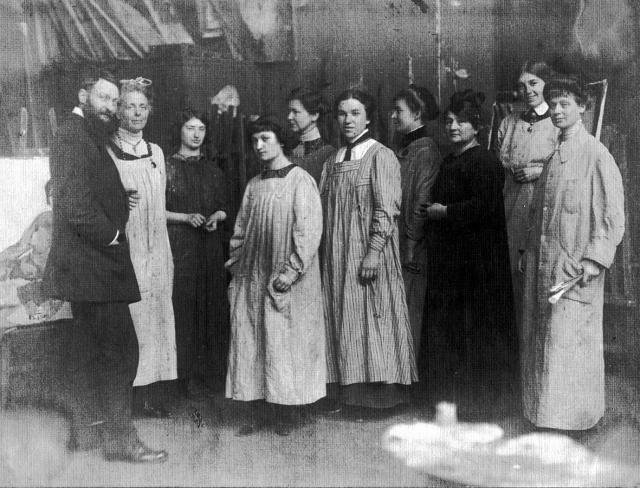
Sapojnikova dans l'atelier de Kees van Dongen parmi les étudiants. (6è à gauche) 1910-1911

Durant sa formation à l'académie, Fechine a noué des relations d'amitié avec le peintre Pavel Benkov (ru) et le poète Pavel Radimov (ru), ce dernier enseignait l'histoire de l'art à l'académie. Il a été en rapport également avec Piotr Doulski (ru), qui écrit plus tard la première étude critique sur Fechine. À partir de 1909, le toiles de Fechine sont régulièrement exposées lors d'expositions internationales. C'est ainsi que le peintre participe à trois reprises aux expositions internationales de Munich, à cinq reprises aux expositions de l'Institut Carnegie à Pittsburgh, mais expose aussi à New York, Rome, Amsterdam, Venise, San-Francisco et d'autres villes encore. En octobre 1913, par décision du conseil d'administration de l'académie, Fechine est nommé et se voit remettre l'ordre de Saint-Stanislas. Pour sa correspondance avec l'étranger, Fechine qui ne connaissait que sa propre langue, avait besoin d'une secrétaire interprète. Aleksandra Nikolaïevna Belkovitch (1892—1983), la fille du premier directeur de l'école des beaux-arts N. N Belkovitch, élève de Fechine devient sa secrétaire. Elle deviendra son épouse en 1913, à l'âge de 21 ans, Fechine ayant alors 32 ans. En 1914, de cette union est née leur unique enfant Iya Fechina (ru). Fechine a rappelé que ses responsabilités dans la pratique de son art et celles de père de famille lui ont paru un certain temps incompatibles.

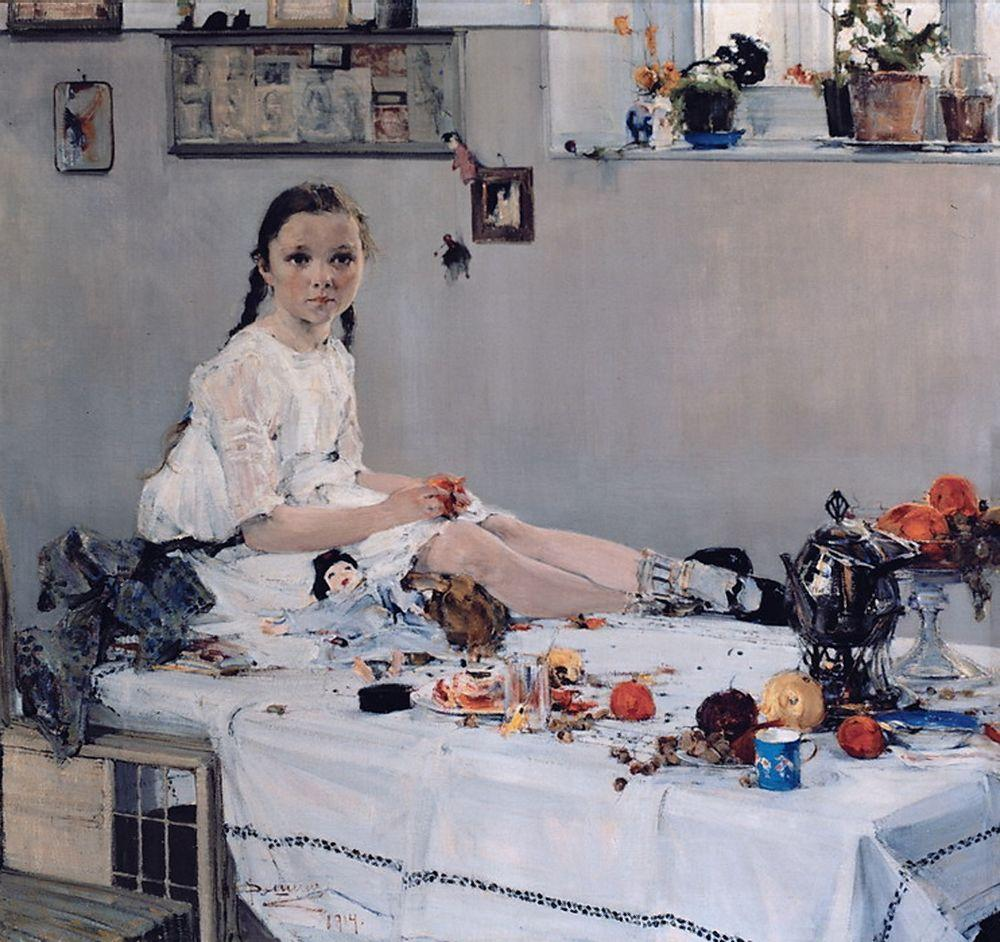
Portrait de Varia Adoratskaïa (1914). Kazan, Galerie nationale d'art Khazine

À partir de son emménagement à Kazan, le portrait occupe une place privilégiée dans son œuvre. Il peint principalement des personnes de ses connaissances : son épouse, sa fille, des étudiants et des étudiantes de l'école des arts, des amis. 
Les portraits sur commande sont rares à cette époque et les clients sont toujours des représentants de l'intelligentsia et du monde de l'art. La réalisation du Portrait de Varvara Adoratskaïa en 1914 transforme son atelier en un foyer de créativité. Dès les premières expositions le portrait est comparé à celui de Valentin Serov avec sa toile La Jeune Fille aux pêches. Mais Fechine utilise une technique de composition relativement extravagante. Il place la jeune fille comme si elle était une nature morte, à l'avant plan. La figure de la jeune fille est décalée de l'axe central dans une composition asymétrique. Ce portrait est considéré par plusieurs critiques comme l'une de ses compositions les plus harmonieuses.

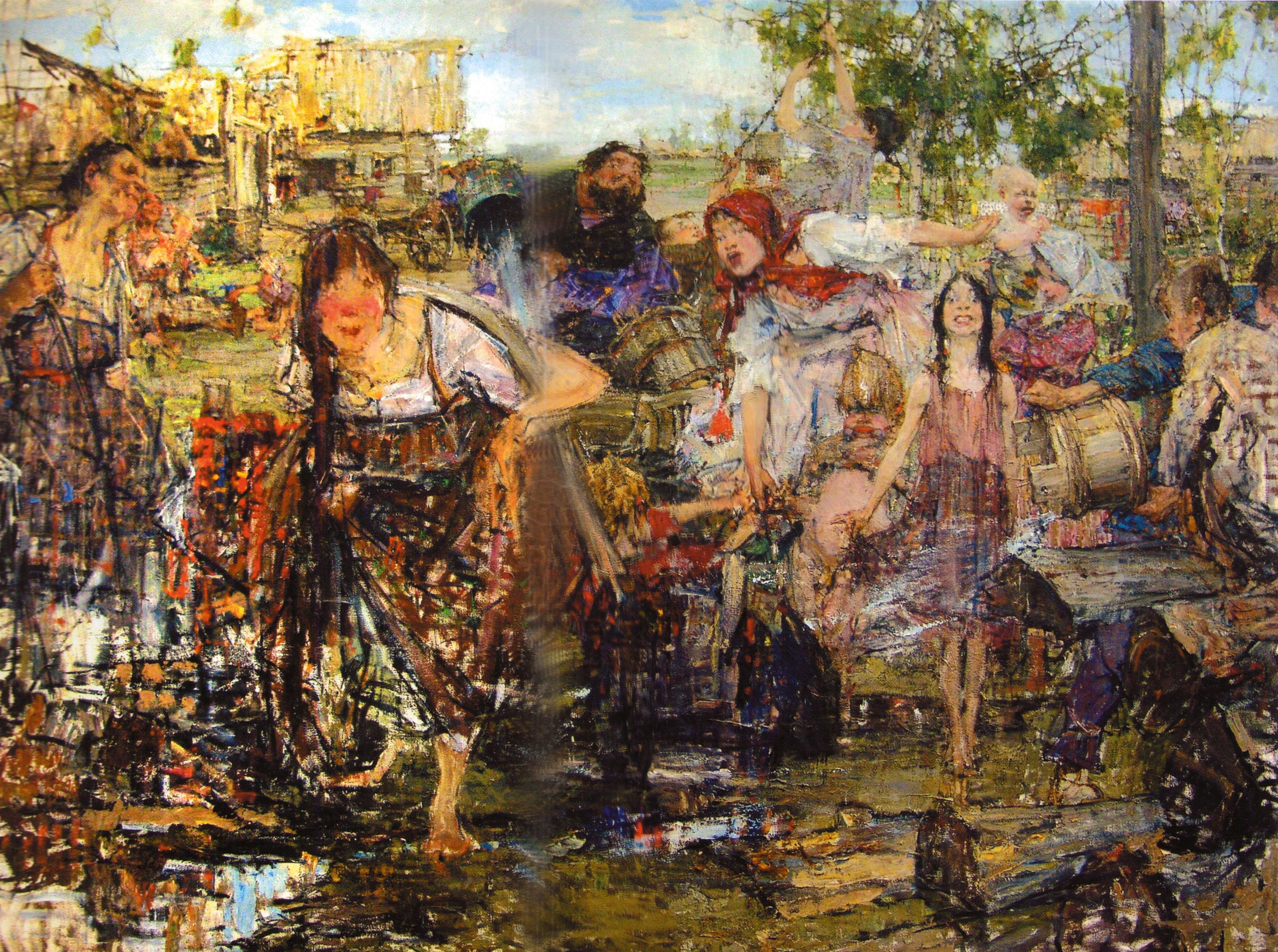
L'Aspersion Fechine (1914), Galerie nationale d'art Khazine

Entre 1910-1914, Fechine réalise de nombreuses esquisses, des peintures de genre comme Mauvaise plaisanterie, Village, La Ronde et d'autres encore, mais sans poursuivre dans ce style. En 1911, Fechine débute la réalisation d'une grande toile qui sera intitulée L'Aspersion. Il y travaille dans le village de Nadejnino, dans l'ouïezd de Laïchevo, dans la propriété de l'ancien directeur de l'école N. N. Belkovitch qui y accueillait souvent des artistes. Le sujet de cette toile provient d'une tradition populaire chrétienne mais encore à demi-païenne. Suivant cette tradition la purification des péchés par l'eau est associée aux rituels païens d'appel à la pluie. Cet appel à la pluie se passait devant les puits en aspergeant les passants d'eau. Le peintre a cherché à trouver une technique d'écriture permettant de transmettre les sentiments, les sensations des personnages lors de ce rituel magique, souvenir des rites païens qui s'est combiné plus tard au thème du lavement des péchés. Les images floues et les traits exhaustifs s'expliquent par le fait que Fechine n'a pas terminé son tableau. Mais, remarque la critique G. Toulouzakova, cet aspect inachevé n'est peut-être pas tout à fait fortuit. Fechine cherche à transmettre l'état émotionnel agité de ses personnages pendant que ceux-ci sont arrosés par l'eau du puits, pendant une chaude journée d'été, durant le rituel d'appel à la pluie. Il faut également remarquer, poursuit la critique, que le visage des personnages du second plan sont réalisés clairement, finement tandis que la figure de la femme au premier plan est floue, ébauchée seulement, de même que ses mains.
Une des caractéristiques de l'Art nouveau est son universalisme et le désir de créer une œuvre d'art totale. Cette caractéristique s'est développée chez Fechine du fait de ses créations de dessins d'iconostases dans l'atelier de son père alors qu'il n'est encore qu'adolescent. L'amour du bois et les compétences du sculpteur lui ont également été inculquées par la même occasion. À l'académie, il suit le cours d'architecture qui est obligatoire pour les étudiants. Fechine a pu réaliser des projets concrets dans les années 1910, lorsqu'il a décoré son atelier de meubles réalisés par lui à l'atelier de l'école d'art de Kazan. Il a également créé plusieurs objets pour l'atelier de N. M. Sapojnikova. Ils sont perdus aujourd'hui, pour la plupart.

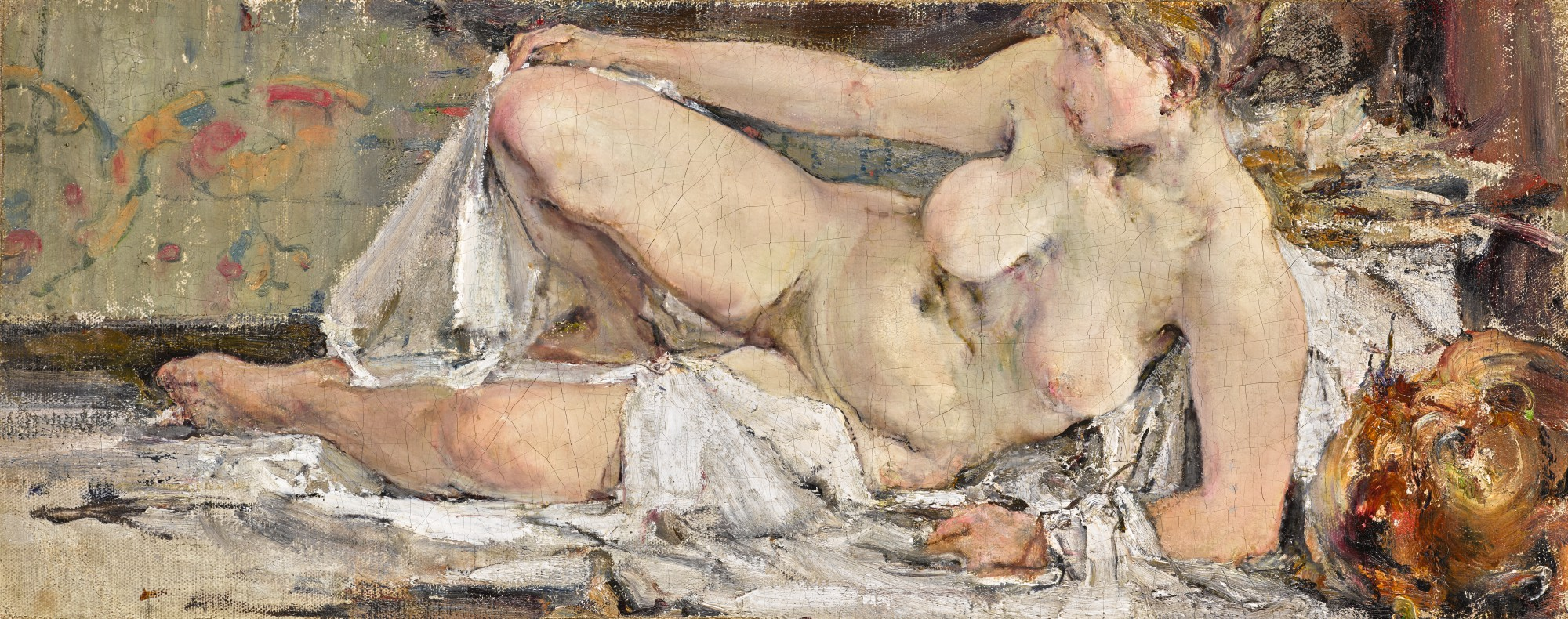
Nu incliné, Fechine, non daté, (1919 ?)

Mieux connu comme portraitiste, Fechine s'est tourné aussi vers le nu déjà en Russie puis aux États-Unis. Il est réputé pour sa compréhension de l'anatomie aussi bien masculine que féminine. Lorsqu'il était professeur à l'académie de Kazan, il a développé ce genre dans le dessin, puis dans la peinture à l'huile. Le peintre a expérimenté une variété de poses complexes des modèles.
En 1914, Fechine devient membre de la commission artistique du musée provincial d'artisanat et d'industrie, et participe à la rédaction des statuts de l'atelier de formation artistique et artisanal du zemstvo de Kazan.
Bien qu'il soit installé à Kazan, le peintre ne perd pas le contact avec le monde artistique de Saint-Pétersbourg et participe aux travaux du congrès panrusse qui s'y tient en 1911 et 1912. À partir de 1912, il participe aux expositions des Ambulants et devient membre de cette association en 1916. Il expose aussi lors des expositions de la Nouvelle union des exposants Ambulants (devenue en 1910 La Communauté des peintres). Le 24 octobre 1916, l'Académie des beaux-arts organise un vote pour accorder le titre d'Académicien. Fechine obtient de titre à la majorité (21 voix pour et 14 voix contre).

### Les années révolutionnaires et l'émigration (1917-1923)
À partir de la Première Guerre mondiale, les liens de Fechine avec l'étranger ont été rompus. Il n'a, par ailleurs, pas accueilli favorablement la Révolution de février 1917 et n'a en tout cas pas manifesté beaucoup d'enthousiasme pour les changements intervenus dans la société à cette époque. Dans son autobiographie, il écrit : 

« Des gens, inspirés par leurs idéaux, ont entrepris la reconstruction du pays et se sont empressés de détruire l'ancien, sans avoir ni les forces physiques ni les connaissances indispensables pour transformer l'ancien en un nouveau qu'ils ne connaissaient pas... »

À partir de 1917, le bâtiment de l'école des arts de Kazan est privé de chauffage central et Fechine avec ses étudiants doit travailler en manteaux, en mitaines et bottes de feutre. Puis un incendie se déclare à l'école et les occupants de l'atelier de dessin ont toutefois la chance d'être évacués à temps. Dans cette atmosphère, et sous le coup de ces évènements, Fechine s'est mis en tête d'acheter des terres et une maison à Vassilievo (en), village situé en amont sur la Volga, à 30 verstes de Kazan. À la fin de sa vie, il décrira ainsi ces évènements des années 1918-1919 :

« Je dois dire que ma famille et moi-même n'avons pas trop souffert de la révolution... Certains de mes étudiants se sont retrouvés tout à coup à des postes de responsabilité dans le nouveau gouvernement. Un de mes étudiants, au plus fort de la guerre, s'est inquiété de moi et je me suis retrouvé sous sa protection. Celle-ci m'était très précieuse, parce que à cette époque je vivais avec ma famille à Vassilievo, presque près de la ligne de front. L'hiver les trajets entre Kazan et ce village étaient vraiment dangereux. <…> En 1919, les gens ont été impitoyablement fauchés par la faim et par le typhus. Il m'est arrivé de voir, tôt le matin, sortir de l'hôpital à côté de l'école quelques charrettes, chargées de corps nus, raidis, négligemment recouverts de nattes. Durant cette année, j'ai perdu mon père, mort du typhus. Quelques mois plus tard, ma mère est morte aussi... »

Jusqu'en 1923, l'école des arts de Kazan a changé quatre fois de nom, ce qui reflète les changements dans son organisation et dans la structure de l'enseignement donné. À partir de 1918, l'école de Kazan a commencé à s'orienter vers les programmes établis par le Vkhoutemas et le Vkhoutein (ru), sous la direction du professeur d'architecture F. Gavrilov. La jeune génération de professeurs (Konstantin Tchebotariov, P. Mansourov) a introduit ses méthodes pédagogiques en opposition franche avec les méthodes traditionnelles d'enseignement artistique défendues par Nikolaï Fechine, P. Benkov et N. Sapojnikova. En 1919, Fechine synthétise ses conceptions sur la pédagogie artistique en rédigeant un programme. Il insiste en particulier sur le fait qu'aucune « prestation pédagogique supplémentaire » n'est nécessaire dans la mesure où l'artiste en herbe doit « tirer la forme de sa peinture de lui-même et de la nature ». En 1920, Fechine est élu directeur de l'école de Kazan et président du conseil artistique des ateliers libres d'État de Kazan.
À partir de 1918, Fechine est obligé de peindre des portraits de personnalités politiques dans la cadre du plan monumental de propagande de Lénine (en). Ses portraits n'ont pas beaucoup de succès du fait que l'art de Fechine est fort dépendant d'impulsions de la nature. Certains ont été réalisés à partir de photographies tels les portraits de Lénine, de Marx, de Trotsky (ce dernier tableau a disparu) et d'Anatoli Lounatcharski. Depuis 1945, des portraits d'artistes musiciens réalisés par Fechine sont conservés au conservatoire d'État de Kazan N. Jiganov. Parmi ceux-ci : celui de Beethoven, de Liszt, de Moussorgski, de Glinka, de Paganini, de Rimski-Korsakov.
Pour gagner sa vie, au début des années 1920, Fechine se tourne vers le portrait miniature. Selon le critique Piotr Doulski (ru), Fechine a reçu une commande du musée de l'industrie artisanale portant sur 32 portraits miniatures, dont 27 sont encore conservées à Kazan.
Durant la période révolutionnaire, Fechine s'intéresse également à la sculpture, mais principalement à des fins utilitaires dans le cadre de ses tableaux. Il crée par exemple des volumes pour estimer les dimensions des éléments de son tableau L'Abattoir. Il crée aussi deux portraits : celui de son père (en pied) (qui a disparu) et celui de l'idiot du village de Salavatoulla, qu'il a par ailleurs peint à plusieurs reprises. Ses réalisations de sculpture sont d'un niveau professionnel élevé. Les réalisations de Fechine pour le théâtre sont moins connues. Parmi celles-ci, il faut mentionner des croquis pour les décors de l'opéra de G. Bizet Carmen, mis en scène à Kazan au théâtre municipal durant la saison 1918/1919. Les décors de cet opéra ont été réalisés dans des teintes gris-olive, l'artiste utilisant par ailleurs la technique de la peinture de chevalet. Dans le village de Vassilievo, Fechine a créé 25 paysages qui sont conservés dans divers musées provinciaux de Russie.
La dernière toile de grand format à multiples personnages de Fechine est intitulée L'Abattoir (en russe : Boïnia), achevé en 1919. L'artiste choisit comme sujet l'abattage du bétail. Selon le critique P. Doulski, la peinture a été conçue en 1904, à l'époque du voyage de Fechine en Sibérie, dans la taïga du sud du fleuve Ienisseï, où il a pu voir comment le bétail était découpé en plein air dans les villages. Dès 1905, il dessine des esquisses et des études, mais il ne commence la toile qu'en 1912 pour l'achever en 1919. Fechine s'y intéresse surtout pour le contraste entre la sophistication formelle de la toile et l'aspect à priori inesthétique du sujet. C'est pourquoi il considère que l'effet éclatant de ce sang qui se répand partout est important. Le tableau représente une manière rituelle juive de tuer le bétail, en sectionnant la veine jugulaire puis en vidant le sang par la gorge, la tête de l'animal vers le bas (shehita). Les dernières esquisses de l'année 1921 de Fechine (La Faim, Soulèvement à l'arrière du front à Koltchak) sont proches de la thématique de L'Abattoir. Fechine n'est plus revenu à la peinture de genre après cette période.

En 1921, à Kazan, l'Administration américaine de secours (en) a commencé ses activités. Les employés de cette administration ont commencé à demander à Fechine de réaliser leur portrait et le peintre leur demandait la somme de 50 dollars pour le faire. Par l'intermédiaire du commissaire régional de l'Administration américaine de secours, D. Warren, Fechine a réussi à entrer en relation avec W. Stimmel. Plus tard, il se souvient : 

« J'ai senti jour après jour que je perdais mon énergie créatrice, du fait que mon art n'était utilisé que dans un but de propagande. <…> Le travail perdait tout son sens et beaucoup tombaient comme moi dans une mélancolie insupportable. Aussi ai-je, dans une lettre adressée à Stimmel, signalé mon désir de partir en Amérique et lui ai demandé de l'aide pour obtenir les papiers nécessaires pour pouvoir entrer aux États-Unis. »

Comme les États-Unis n'avaient pas officiellement reconnu le gouvernement bolchévique, Fechine ne pouvait quitter le pays que par Riga. Il a fallu qu'il négocie pendant un an pour obtenir les documents nécessaires. En septembre 1922, un banquet d'adieu à Fechine a eu lieu à l'école artistique de Kazan (appelée à cette époque Arkhoumas). Mais avant le départ vers les États-Unis, à Moscou, de nombreuses difficultés se sont présentées pour organiser ce départ. Fechine a obtenu à cette occasion une aide précieuse de deux de ses anciens étudiants. L'un de ceux-ci était Alexandre Grigoriev, devenu membre de l'académie d'État des sciences artistiques et l'autre Pavel Radimov, devenu premier président de l'Association des artistes de la Russie révolutionnaire. Le 1er août 1923, la famille Fechine arriva à New York.

### New York et Taos (1923-1934)
La famille Fechine est accueillie à New York par l'artiste A. Gorsan, à la demande de Stimmel. Au début elle s'installe dans un appartement de trois pièces au Bronx, puis la famille déménage dans un appartement plus spacieux, de deux niveaux, dans la 67e rue Ouest, à proximité de Central Park, près d'un studio aménagé pour les peintres. Fechine commence tout de suite à peindre, et est pris d'un enthousiasme particulier pour les Américains noirs à qui il demande de lui trouver une modèle noir au sein de leur communauté. Le portrait de la modèle trouvée est devenue la première œuvre américaine de Fechine.
Une des premières œuvres réalisées par Fechine, peu après son arrivée à New York est également le Portrait de Jack Hunter (en) (1923), employé d'une grande compagnie d'assurances de Pittsburgh et collectionneur de tableaux qui avait pris activement part à la préparation de l'arrivée de Fechine aux États-Unis. C'est en effet Jack Hunter qui a joué le rôle principal dans l'obtention des documents d'entrée aux États-Unis, pour lesquels il a obtenu l'aide de Steven G. Porter (en), président du comité des affaires étrangères. Fechine a voulu créer le portrait de Jack Hunter en remerciement de l'aide apportée par ce dernier à sa famille et à lui-même, afin qu'il puisse venir s'installer aux États-Unis. Depuis 1923, ce tableau était conservé dans la famille Hunter. En 2017, le tableau entre dans les collections du Musée russe à Saint-Pétersbourg, devenant le premier tableau de la période américaine de Fechine dans cette collection.
L'appartement de Fechine se trouvait dans le quartier de Upper West Side où vivaient et travaillaient des artistes prospères. Fechine organise une classe de maîtrise pour les peintres professionnels. Comme il ne connaît pas un mot d'anglais, sa femme, qui ne connaît que le français, lui sert d'interprète. Alexandra Fechine réussit toutefois à maîtriser l'anglais en cinq mois et est ainsi la première de la famille à recevoir la nationalité américaine. L'organisateur de la classe de maîtrise était le peintre Dean Cornwell, qui considérait que « Fechine, en tant que professeur enseignait la philosophie de l'art plutôt que la simple technique ». Fechine est également devenu professeur à l'académie de New York de la Grand Central Galleries. Son enseignement ne réussit pas vraiment et Fechine disait des Américains qu'ils « se contentaient des effets superficiels, et que lorsqu'il dirigeait les travaux, ils lui demandaient de les signer ».
Fechine s'implique rapidement dans la vie artistique de New York. Il enseigne à la New York Academy of Art. Il expose aussi à la National Academy of Design où il remporte, en 1924, le premier prix. En 1926, il obtient de même une médaille à l'Exposition internationale de Philadelphie. Déjà quelques mois après son arrivée, dix-huit de ses tableaux sont présentés lors de l'exposition annuelle d'hiver de l'Académie américaine des beaux-arts, et Fechine y est honoré du prix Thomas R. Proctor dans la catégorie peinture de portraits. Boris Anisfeld, David Bourliouk, Léon Bakst, Vassily Kandinsky participent également à cette exposition. En 1924, une exposition personnelle est organisée à Chicago, au cours de laquelle sont présentés 22 de ses tableaux. Il expose aussi à la galerie Voss à Boston. En 1925, lors d'une exposition Fechine à la Arden Gallery de New York, la plupart des 32 œuvres exposées sont vendues.
Les portraits occupent une place prépondérante dans l'œuvre américaine de Fechine. Parmi les plus connus on peut citer le portrait de Lillian Gish à l'image de Romola, l'héroïne de George Eliot, et également le portrait du graveur W. J. Watts. Lillian Gish commande son portrait à Fechine après avoir visité son exposition à la Galerie Silence à la 5e avenue, tant elle est impressionnée par le portrait de David Bourliouk réalisé par Fechine. Mais ses principaux modèles restent son épouse et sa fille et aussi des artistes russes émigrés aux États-Unis. Sur le plan du style, ses portraits de cette époque restent proches de ceux réalisés à Kazan et présentent des thèmes déjà utilisés précédemment.

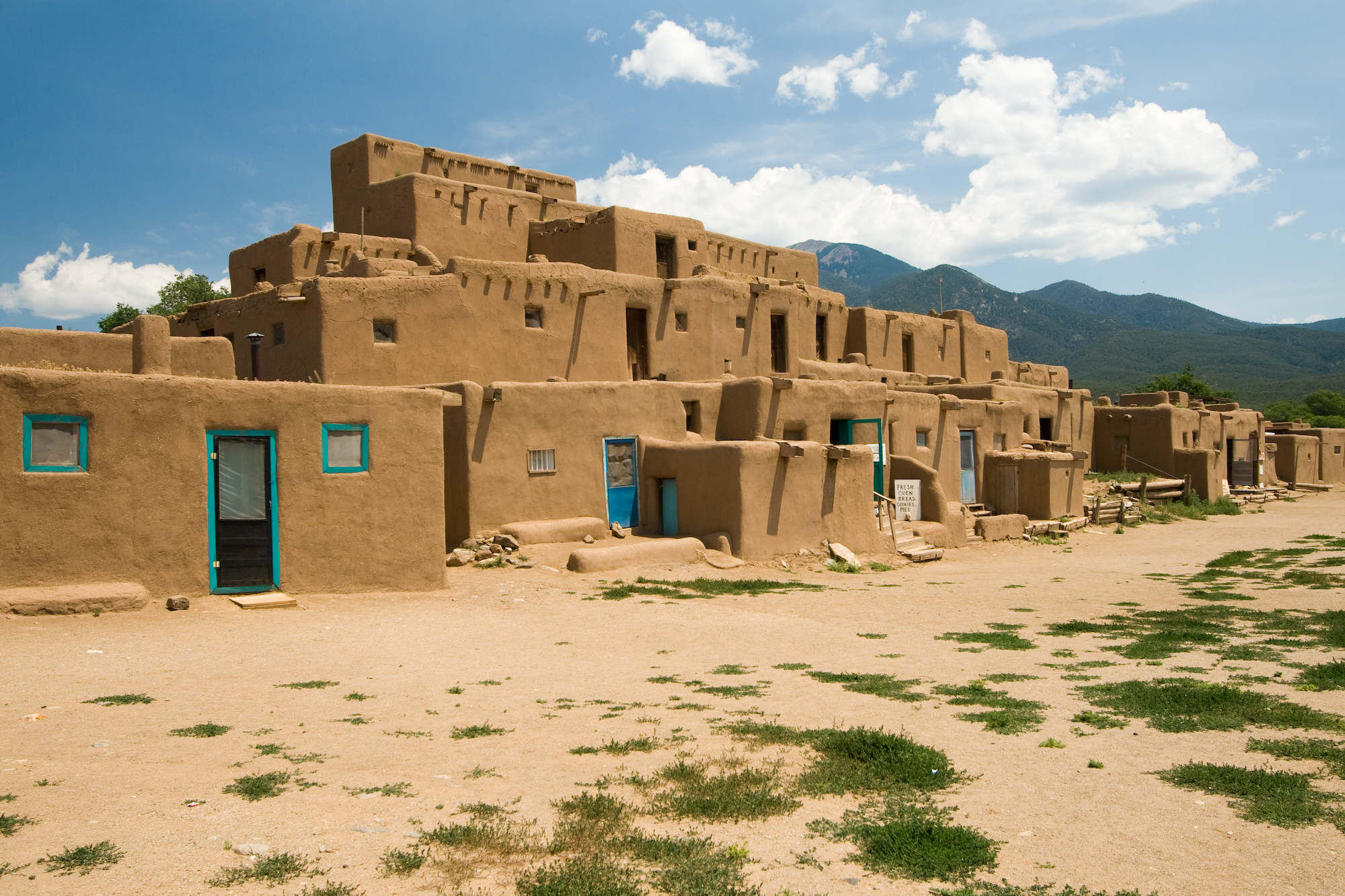
Pueblo de Taos USA 2007

Mais Fechine entreprend en même temps des recherches nouvelles. À New York, il réalise un tableau intitulé Les Rues de New York qui est son seul paysage urbain. Il se trouve aujourd'hui dans une collection privée. En 1925, il revient à la peinture sur le motif, alors qu'il séjourne en Californie, où l'avait invité son mécène J. Burnham. Ce séjour en Californie est dû à l'apparition de symptômes de la tuberculose chez Fechine. Il doit vivre dans une région au climat plus approprié à sa maladie que la côte Est dans la région de Boston. Il voyage dans différents États du sud du pays durant les années 1924-1926 à la recherche de l'endroit idéal, mais sans le trouver. Puis son voisin, le peintre anglais Jack Young-Hunter, lui recommande le village de Taos, où lui-même se rend fréquemment. Et c'est ainsi que Fechine finit par passer l'été 1926 à Taos. Il se souvient que lorsqu'il a vu Taos, il a compris que « c'était un autre monde, d'une autre dimension ».

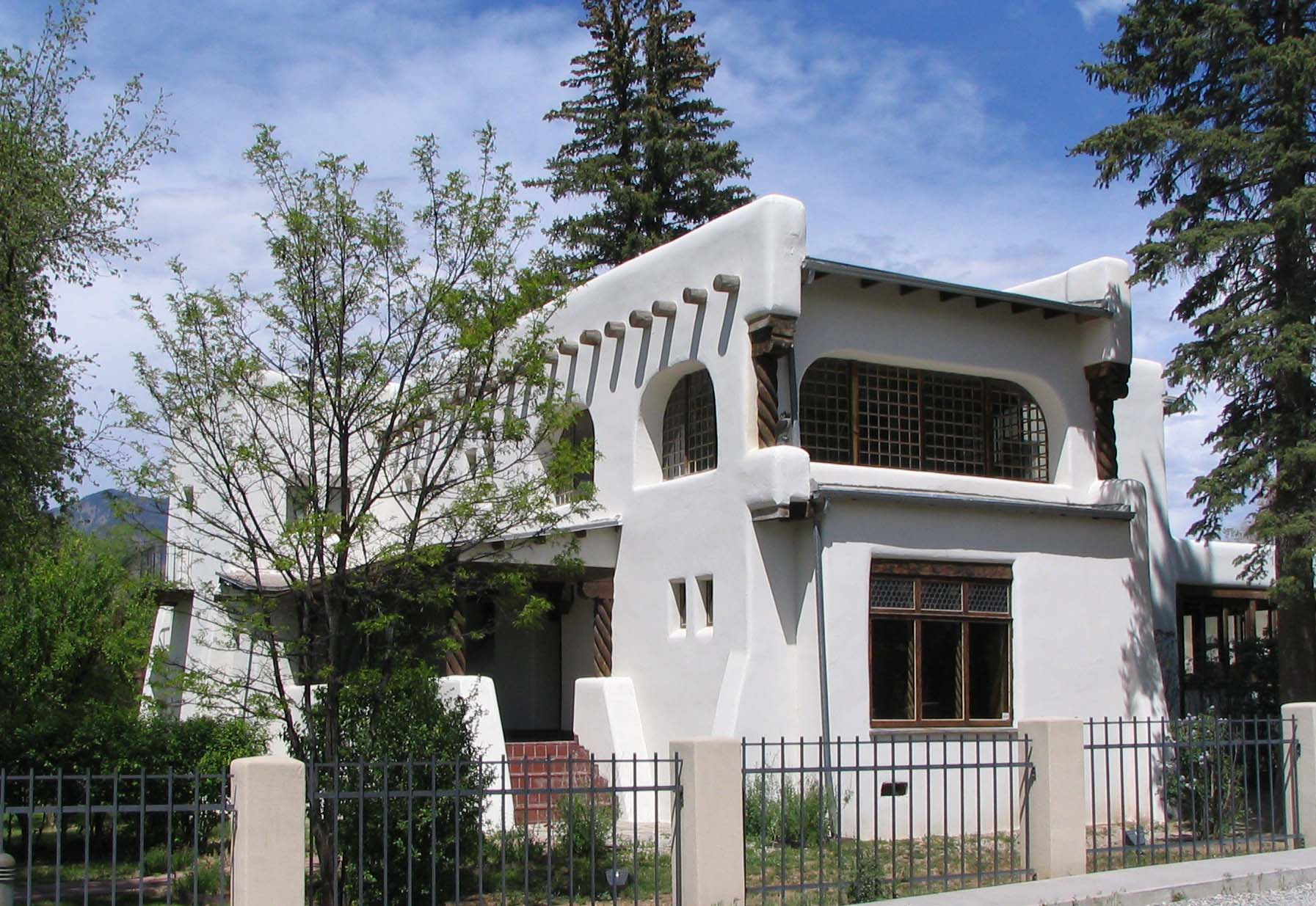
Maison des Fechine à Taos

En 1926, Taos était un village de 650 habitants dépourvu d'électricité et des commodités élémentaires. En 1898, plusieurs peintres américains s'installent, parmi lesquels Joseph Henry Sharp et ils constituent progressivement la colonie d'artistes de Taos (en). En 1915, la société des artistes de Taos est créée. Les membres de cette société exposent régulièrement leurs toiles dans des expositions à Boston, à New York, à Philadelphie. Dans les années 1920, le village voit s'installer une deuxième génération d'artistes et il devient réputé sur le plan international. Dès 1919, s'y installe la célèbre socialite et mécène Mabel Dodge Luhan (1879—1962), qui transformera Taos en une « oasis du modernisme américain ».

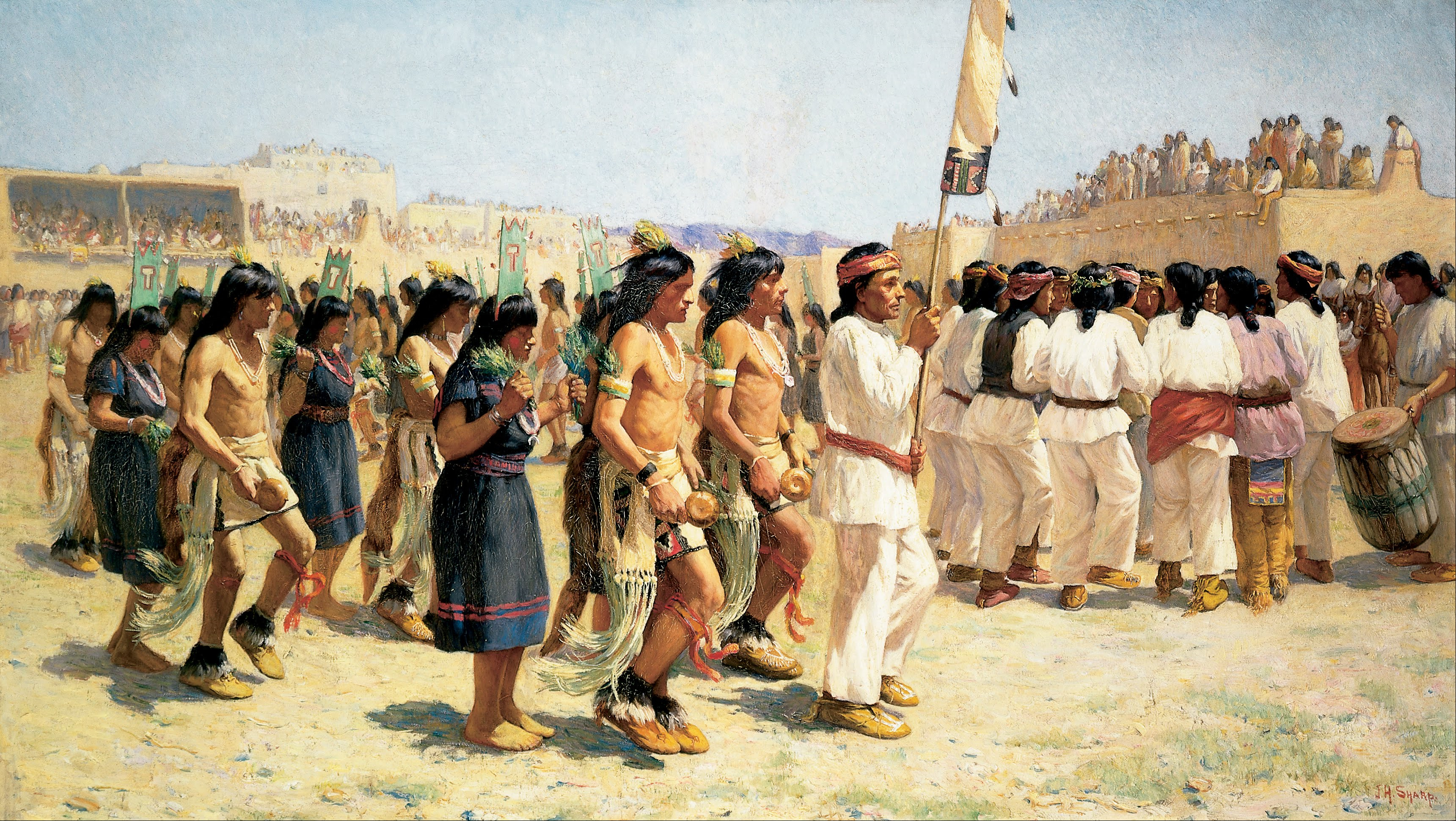
Joseph Henry Sharp - La Danse des moissons - Google Art Project

L'été 1927, Fechine achète une parcelle de terrain à Taos et il commence à y construire une maison. Cette construction a duré 6 ans, jusqu'en 1933. Fechine a dessiné les plans lui-même et ses croquis ont été conservés. Selon les souvenirs de sa fille Iya, son père aimait beaucoup les maisons mexicaines en argile qui semblaient avoir poussé dans la terre. La décoration de la maison, en particulier les portes (il y en a 51 en tout), a été réalisée par Fechine lui-même et décorée dans un style néofolklorique uniforme.
À Taos, Fechine commence à s'intéresser, à côté de la peinture et de la sculpture, à la céramique avec l'aide d'une artiste indienne locale Maria Martinez. Il essaye aussi de traduire dans la sculpture en bois des thèmes de la peinture de Mikhaïl Vroubel (Jésus, Pan, L'Enlèvement d'Europe). Le sculpteur Sergueï Konionkov a exercé une grande influence sur lui dans ce domaine. Les deux artistes se rencontrent en 1934 à New York, quand Konionkov réalise le buste en plâtre de Fechine et que ce dernier réalise des portraits du sculpteur et de sa femme. La sculpture en plâtre de Konionkov a été amenée en URSS, et en 1963, à la demande de l'Izomusée TASSR de Kazan, où elle a été réalisée en marbre.
La communauté des artistes de Taos a accepté Fechine dans ses rangs sans problème. Avant lui, le seul habitant de Taos originaire de Russie était le peintre Leon Gaspard (en), originaire de Vitebsk avec lequel Fechine pouvait parler russe. C'est sur le conseil de Gaspar que Fechine a carrément doublé le prix de vente de ses toiles, ce qui a amélioré sérieusement son train de vie. En 1931, Fechine demande et obtient la nationalité américaine, beaucoup plus tard que sa femme parce qu'il ne connaissait pas l'anglais.
Les personnages principaux des œuvres de Fechine, lorsqu'il vit à Taos, sont des Indiens et des Mexicains qui lui rappellent, par leurs rites païens, les Maris de l'arrière-pays russe le long de la Volga. Pour Iya, la fille de Fechine, les Indiens ressemblaient aux Tatars. Ces nouveaux sujets conduisent à un changement dans le choix des couleurs de l'artiste qui commence alors à opposer de grands contrastes de différents tons. Ses tendances expressionnistes se révèlent davantage dans le travail de la couleur que dans la forme. Fechine continue également à peindre des portraits, mais, durant son séjour à Taos, ce sont le plus souvent des dessins pour lesquels sa femme et sa fille Iya servent de modèles, ainsi que des artistes de son entourage.
En 1934, une drame se produit dans la vie des Fechine : après 20 ans de vie commune, sa femme Alexandra Belkovitch demande le divorce. Selon la fille du couple Iya, sa mère voulait devenir indépendante après trop d'années passées dans l'ombre de son mari, et elle rêvait de devenir écrivaine. Fechine avait, de son côté, une nature explosive et impulsive qui n'arrangeait pas la tension au sein du couple. La correspondance entre les deux ex-époux se prolongea jusqu'en 1938 et Fechine tenta de revenir à Taos à plusieurs reprises, mais Alexandra répondit froidement à ces rapprochements.
En 1936, lors de leur voyage aux États-Unis, Ilf et Pétrov ont rencontré par hasard Fechine et son épouse à Taos et on rapporté cette rencontre dans leur livre L'Amérique : Roman-reportage (en):

« Elle a quitté Kazan en 1923. Son mari c'est le peintre Fechine déjà connu à l'époque en URSS. Il s'est lié d'amitié avec des Américains de la Mission américaine d'aide humanitaire (en), qui étaient dans la région de la Volga et qui l'ont invité en Amérique. Il décide d'y aller puis d'y rester pour toujours et de ne plus retourner en URSS. Son succès en affaire a considérablement facilité la réalisation de son projet. Ses tableaux se vendaient bien et il accumulait de l'argent. Fechine, comme un vrai ruskof ne pouvait pas vivre dans une grande ville américaine et c'est pourquoi il est venu à Taos. Il y a construit une merveilleuse maison. Cette construction a pris trois étés et a coûté vingt mille dollars. Ils ont construit, construit et puis quand la maison est terminée, ils se séparent. Ils ont vécu toute leur vie vainement ensemble pour s'apercevoir qu'ils ne se convenaient pas du tout. Fechine a quitté Taos et vit maintenant à Mexico. Sa fille étudie à Hollywood pour devenir ballerine. Alexandra Fechine est restée seule à Taos. Elle n'a plus d'argent, même pas assez pour chauffer sa magnifique maison. »

### Californie (1934-1955)
De Taos, Fechine et sa fille sont partis pour New York. C'est l'époque de la Grande Dépression. Au début, ils ne sont pas touchés financièrement, mais ils tombent malades tous les deux et sont rattrapés par la crise. La passion de sa fille Iya pour la danse et la proposition du galeriste Earl Stendhal de venir s'installer à Los Angeles leur donne un nouvel élan. En Californie, Fechine commence à enseigner dans des classes de peinture dont certaines comptent jusqu'à 80 étudiants dont un bon nombre de décorateurs de studios de cinéma d'Hollywood.
Ses toiles commencent à se vendre et Fechine peut acheter avec sa fille une grande maison à Hollywood. En 1945, après la mariage de cette fille, il achètera une autre maison à Santa Monica. Il y construira lui-même les meubles en bois sculptés, mais les motifs indiens ont, à cette époque, complètement supplanté les motifs russes.

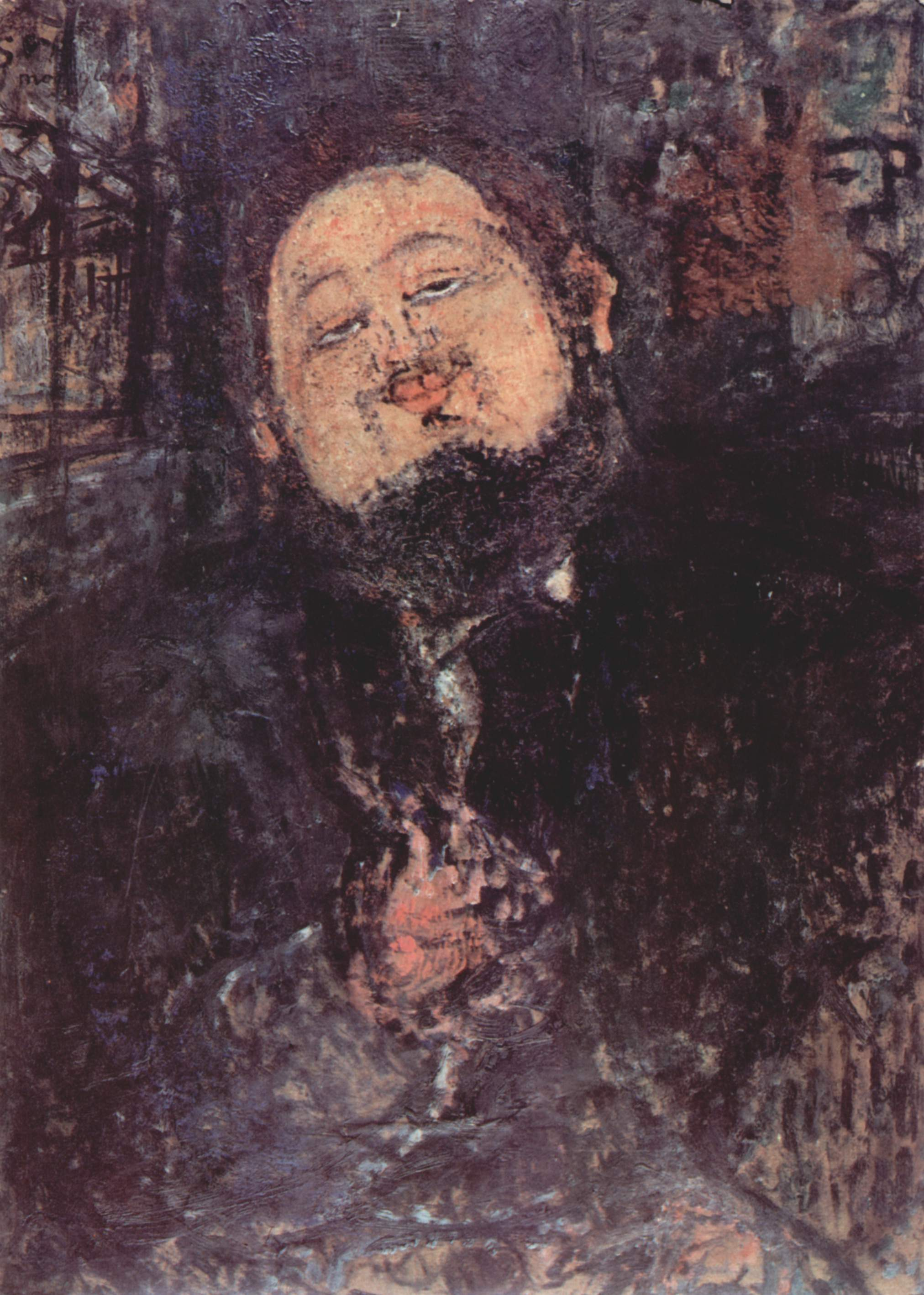
Amedeo Modigliani, portrait de Diego Rivera, 1914

En 1936, Fechine part pour six mois à Mexico avec des étudiants. Il est fort impressionné par les ruines précolombiennes de Teotihuacan, et à Oaxaca de Juárez il fait la connaissance du peintre mexicain Diego Rivera, avec lequel il passe plusieurs jours, « chacun essayant de comprendre l'anglais de l'autre ». Au Mexique, Fechine, qui s'intéresse à la photographie, réalise plus de 300 photos.
En septembre 1938, Fechine se prépare à un long voyage en Extrême-Orient. Il est accompagné par Milan Rupert, initiateur du voyage. Il ne peut pas se rendre en Chine parce que le département d'État des États-Unis recommande aux citoyens américains de ne pas s'y rendre. Il décide alors d'aller à Bali. Il y vit durant cinq mois, loue une maison et y installe un studio où il peut réaliser des portraits de gens du pays. D'Indonésie, il part au Japon où il visite Tokyo et Yokohama. Ce sera le dernier voyage de l'artiste qui par la suite ne quittera plus la Californie.

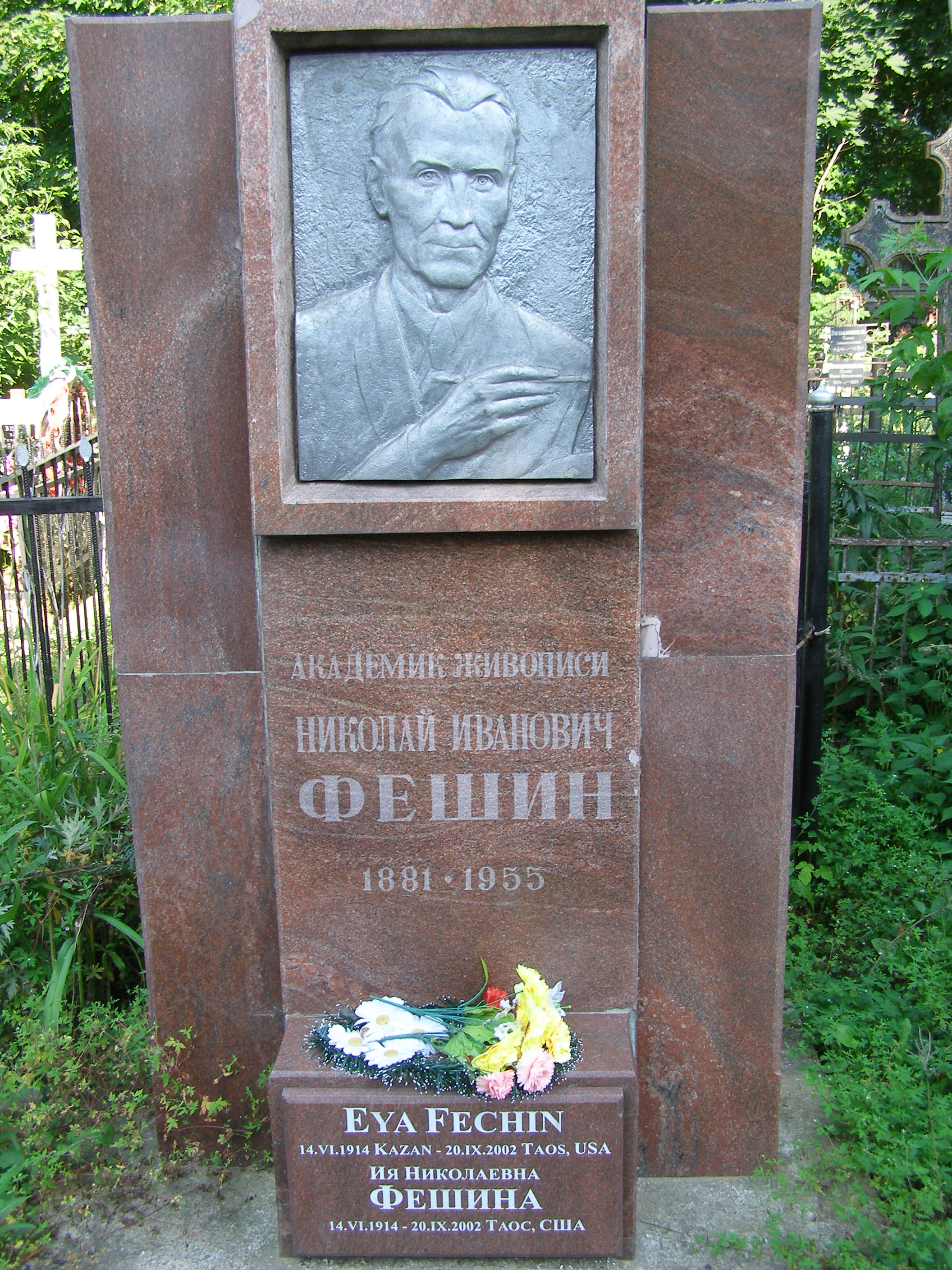
Tombe commune de Nikolaï Fechine et de sa fille Iya au cimetière Arskoïe de Kazan

Après le début de la Seconde Guerre mondiale, Fechine travaille pour l'armée américaine en réalisant des portraits de généraux pour lesquels il est payé à l'heure. À Washington, l'armée lui propose un contrat pour une grande commande de portraits de militaires hauts gradés en activité, mais l'artiste refuse. Au cours de ses dernières années, Fechine réalise surtout des portraits de personnalités du monde des affaires et de leurs épouses ou d'autres dames du grand-monde. En Californie, il réalise un troisième cycle de paysages, mais leur facture recherchée commence à y jouer un rôle un peu complaisant et à rappeler des compositions semi-abstraites.
En 1953-1954, Fechine écrit son autobiographie en russe. Mais elle n'est publiée qu'en anglais et par extraits. Elle est principalement consacrée aux événements de sa vie en Russie. Fechine meurt le 5 octobre 1955 et est inhumé aux États-Unis. Mais sa fille Iya, dès qu'elle le peut (en 1976), fait transférer ses cendres à Kazan au cimetière Arskoïe suivant les dernières volontés de son père. Elle-même sera inhumée dans la même tombe que son père, le 2 novembre 2011.

## Héritage artistique
Le premier ouvrage de critique d'art sur Fechine a été réalisé et publié par Piotr Doulski (ru). Cet ouvrage fournit une documentation abondante, énumère les tableaux du peintre en localisant ceux-ci, autant que faire se peut, ou en signalant la perte de leur trace. À partir des années 1920, le nom de Doulski apparaît de moins en moins dans les publications soviétiques mais ne disparaît jamais tout à fait. La première exposition des tableaux de Fechine à Kazan date de 1958 et a été rendue possible grâce aux efforts de G. A. Moguilnikova. En 1963-1965, une grande exposition rétrospective est organisée à Kazan, Moscou, Leningrad, Kirov, et un catalogue a été publié à cette occasion. En 1975, ce sont des lettres de l'artiste et d'autres documents divers qui ont été publiés par Moguilnikova. En 1992, paraît à Kazan un catalogue des œuvres de Fechine jusqu'en 1923. Depuis les années 2000, Galina Toulouzakova (du Musée des arts figuratifs de la République du Tatarstan), étudie la vie et les œuvres de Fechine. Elle en a fait le sujet de sa thèse en histoire de l'art, et a publié en 2007, 2009 et 2012, des albums répertoires des tableaux et autres travaux figuratifs de Fechine.
En occident, dans les années 1920-1940, les critiques de Fechine étaient peu nombreuses mais élogieuses. Les études approfondies ne sont apparues que dans les années 1960, quand, à New York, a été réalisé un catalogue des 328 œuvres de la collection de la fille du peintre, Iya Fechina-Branham. L'étude la plus fondamentale est celle de Mary Balcomb qui date de 1975. Cette étude s'inscrit dans la tradition européenne et constate que l'œuvre de Fechine n'est pas entrée en corrélation avec la vie artistique des États-Unis et continue d'appartenir à la culture russe.
En 2001, paraît l'ouvrage The Genius of Nicolai Fechin, créé à partir d'enregistrements d'interviews de l'épouse du peintre, Aleksandra Nikolaïevna Fechina. Dans le même ouvrage, sont publiées les photos réalisées au Mexique par Fechine.

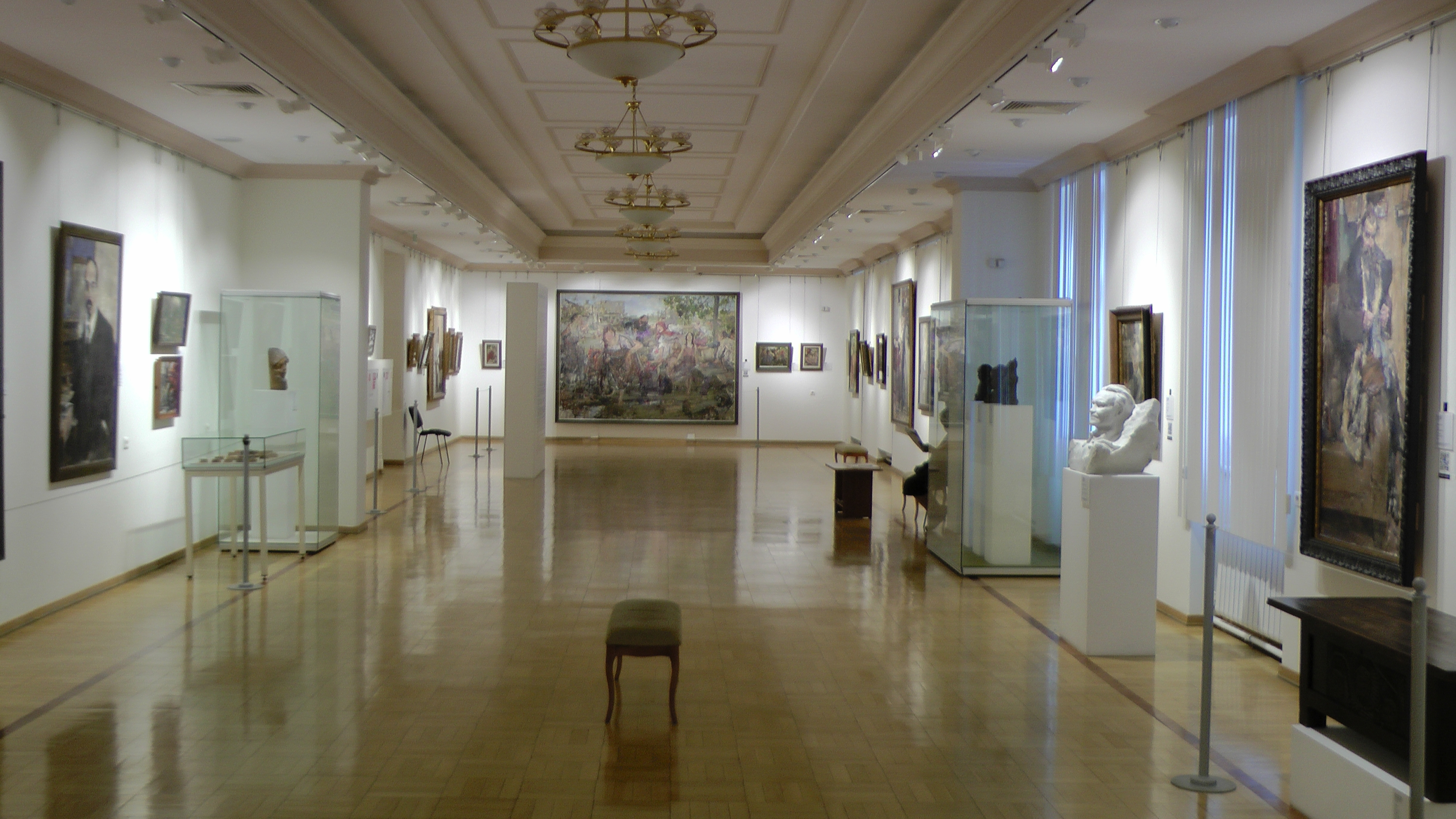
Exposition permanente dans la salle Nikolaï Fechine dans la galerie nationale Khazine dans l'enceinte du Kremlin de Kazan

L'immense héritage artistique de Fechine est dispersé dans le monde entier depuis les années 1900 sans que l'on sache toujours où. Grâce aux efforts de Piotr Doulski (ru), le musée des Beaux-Arts de la république du Tatarstan a fait l'acquisition, en 1919, de trois toiles de Fechine : Dans l'atelier du tonnelier, Portrait de Tamara Popova et Portrait de femme (volé en 1945). Lorsqu'il a quitté définitivement la Russie en 1923, le peintre a laissé au musée des Beaux-Arts de Kazan ses toiles : L'Aspersion, Le Portrait du père et L'Abattoir ainsi que des croquis et études laissés chez ses parents et rassemblés au musée de Kazan dans les années 1970, grâce aux efforts de G. A. Moguilnikova. Le collection Fechine à Kazan a été reconstituée après la mort de Vladimir Adoratski (en), et, en 1976, la plupart des œuvres de la collection de la fille du peintre, Iya Fechine-Branham, ont été données au musée de Kazan. En 2005, la collection de la galerie d'art Khazine installée au kremlin de Kazan comptait 189 pièces de Fechine à son inventaire. Une collection représentative d'œuvres de Fechine (portraits, paysages) est exposée dans les salles du musée d'État des Beaux-Arts tchouvache (ru) à Tcheboksary.
En 1983, à l'occasion du centenaire de la naissance de Fechine, sa fille Iya Fechina a fondé l'Institut Fechine avec un musée et un centre éducatif, dans la ville de Taos, au Nouveau-Mexique. Après la mort d'Iya Fechina, la maison-musée de Fechine a été transférée à une fondation privée en même temps que le musée d'art de Taos (en).
Le Musée Stark dans l'État du Texas rassemble une collection de plus de 60 œuvres de Fechine. Des toiles de Fechine sont également exposées au musée des Beaux-Arts américain de la Smithsonian Institution à Washington, et aussi à la National Portrait Gallery de Londres, au Frye Art Museum à Seattle, au musée de l'Université Harvard. Beaucoup de tableaux se trouvent dans des collections privées.
Sept tableaux de la période américaine de Fechine sont conservés dans la collection du mécène russe Andreï Filatov, parmi lesquels Portrait du graveur W. J. Watts. En décembre 2010, la toile de Fechine Le Petit Cowboy a été vendue aux enchères à Londres pour 6,9 millions £, ce qui en fait un des artistes les plus chers de Russie.
Une exposition des œuvres de Nikolaï Fechine s'est ouverte au musée d'État d'art figuratif de la République du Tatarstan (dans la filiale du musée appelée Galerie Khazine située dans l'enceinte du Kremlin de Kazan) du 3 novembre 2011 au 15 janvier 2012. La date choisie correspond à celle du 130e anniversaire de la naissance de Fechine à Kazan en 1882. Outre les œuvres du musée de Kazan, se sont ajoutées celles provenant de sept musées russes, de six musées américains, de collectionneurs privés de Russie, des États-Unis et de Suisse. L'exposition s'est ensuite produite au Musée russe à Saint-Pétersbourg, où elle s'est ouverte le 29 février 2012,.
En novembre 2017, le tableau Portrait de Nadejda Sapojnikovaa été vendu aux enchères à Londres chez Sotheby's pour 3,6 millions livres.
En Russie et aux États-Unis, Fechine est perçu de manière ambiguë. On le considère parfois comme un génie talentueux, mais parfois aussi comme un peintre de salon qui n'entendait rien au peuple russe et ne l'aimait pas. « Il représente des visages d'hommes comme ceux d'animaux, les femmes ont des regards stupides et des visages pleins de laideur ». Aux États-Unis, est également émise l'idée suivant laquelle Fechine n'est resté dans la mémoire de l'Amérique que parce qu'il a peint des Indiens et qu'il est tombé sur le bon sujet au bon moment.
La critique russe Galina Toulouzakova débute sa thèse sur Fechine par ces considérations générales : « L'œuvre de Nikolai Ivanovich Fechine représente l'une des lignes importantes du développement des beaux-arts russes et européens du début du XXe siècle et mérite ainsi une étude attentive et complète. Dans son art, se trouve une sorte de réfraction de problèmes et de tendances caractéristiques de son temps, tels que le rapport entre la tradition et l'innovation, entre le contenu idéologique et les recherches formelles, entre la maestria artistique et les expériences dans le domaine des techniques, entre la technologie de la peinture et le désir d'universalité. Malgré le fait que jusqu'à présent en Russie, il n'y ait pas eu d'étude généralisée qui relierait sa biographie aux diverses formes de manifestation de son talent, on ne peut pas dire que l'art de Fechine soit passé inaperçu ».

## Galerie

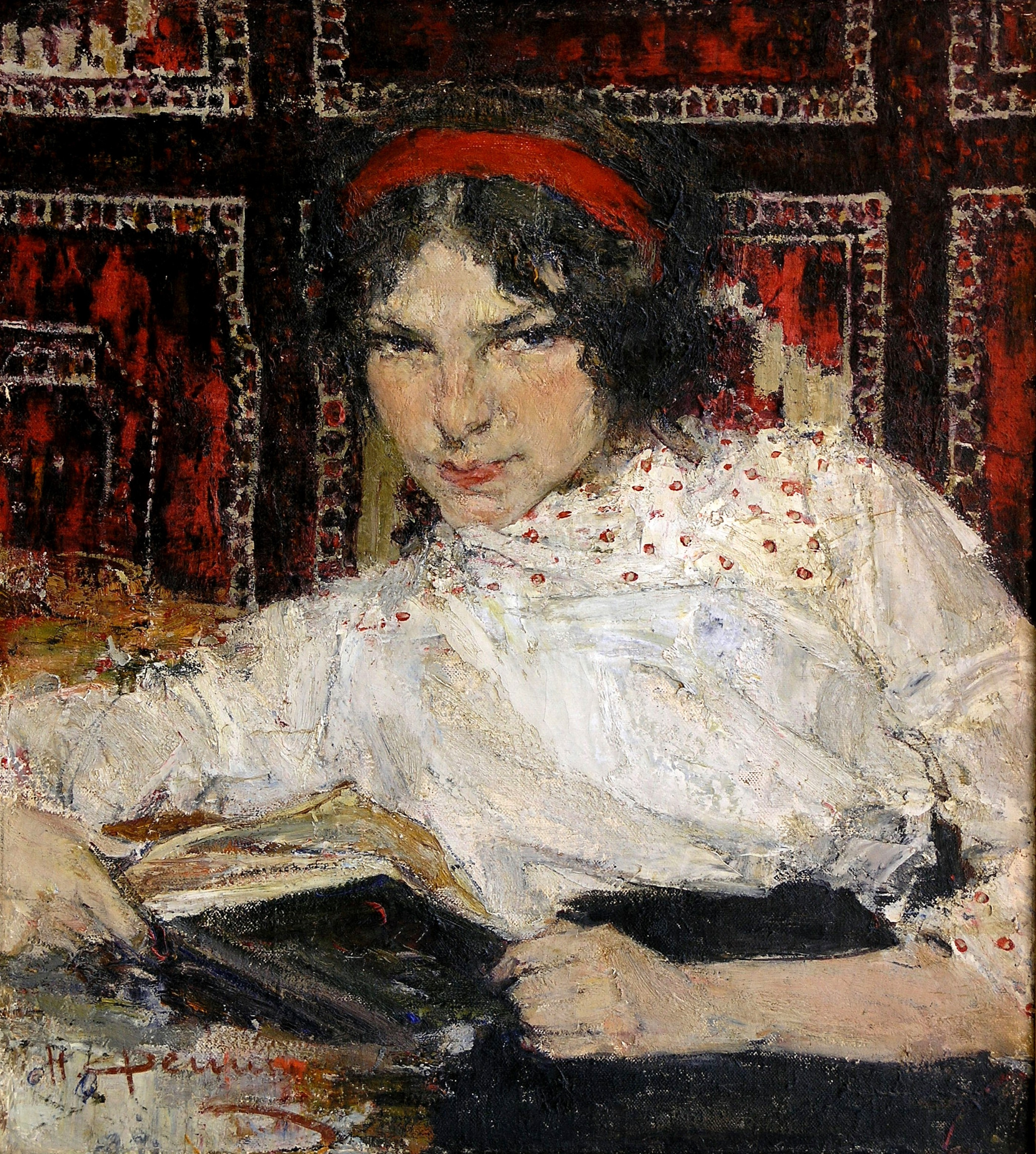
Étudiante (1913)
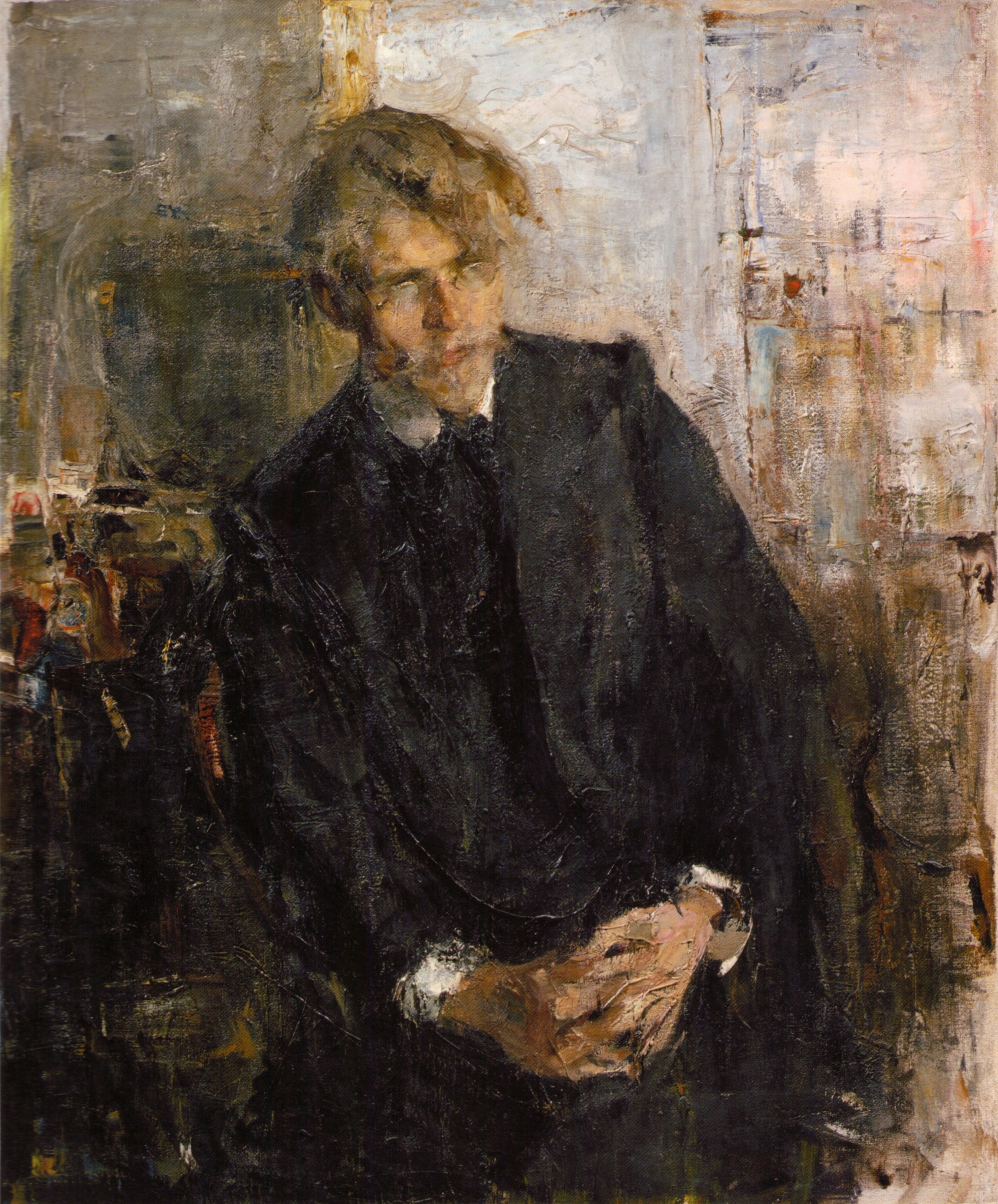
Lepilov (1909)
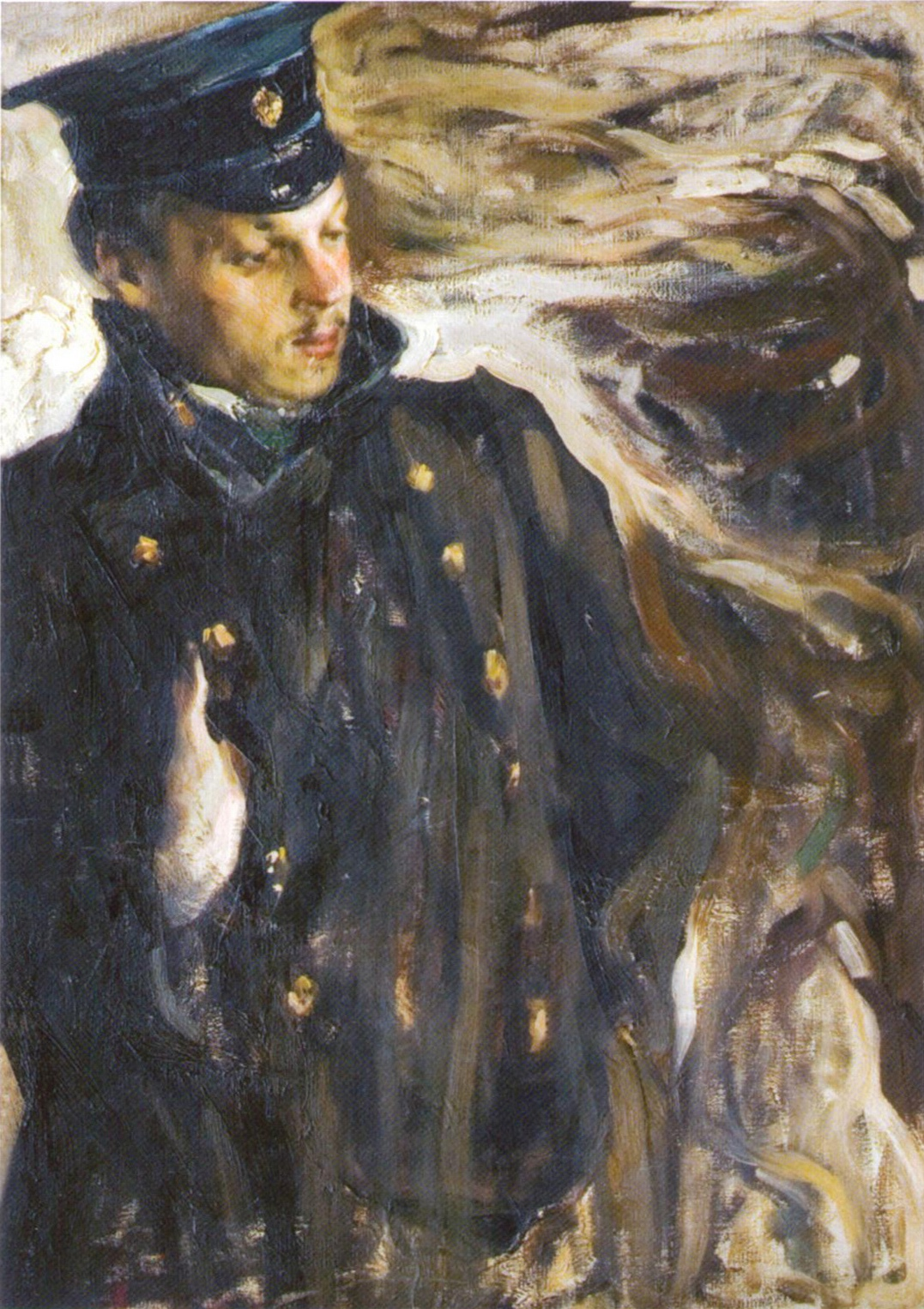
Ovsyannikov (1908)
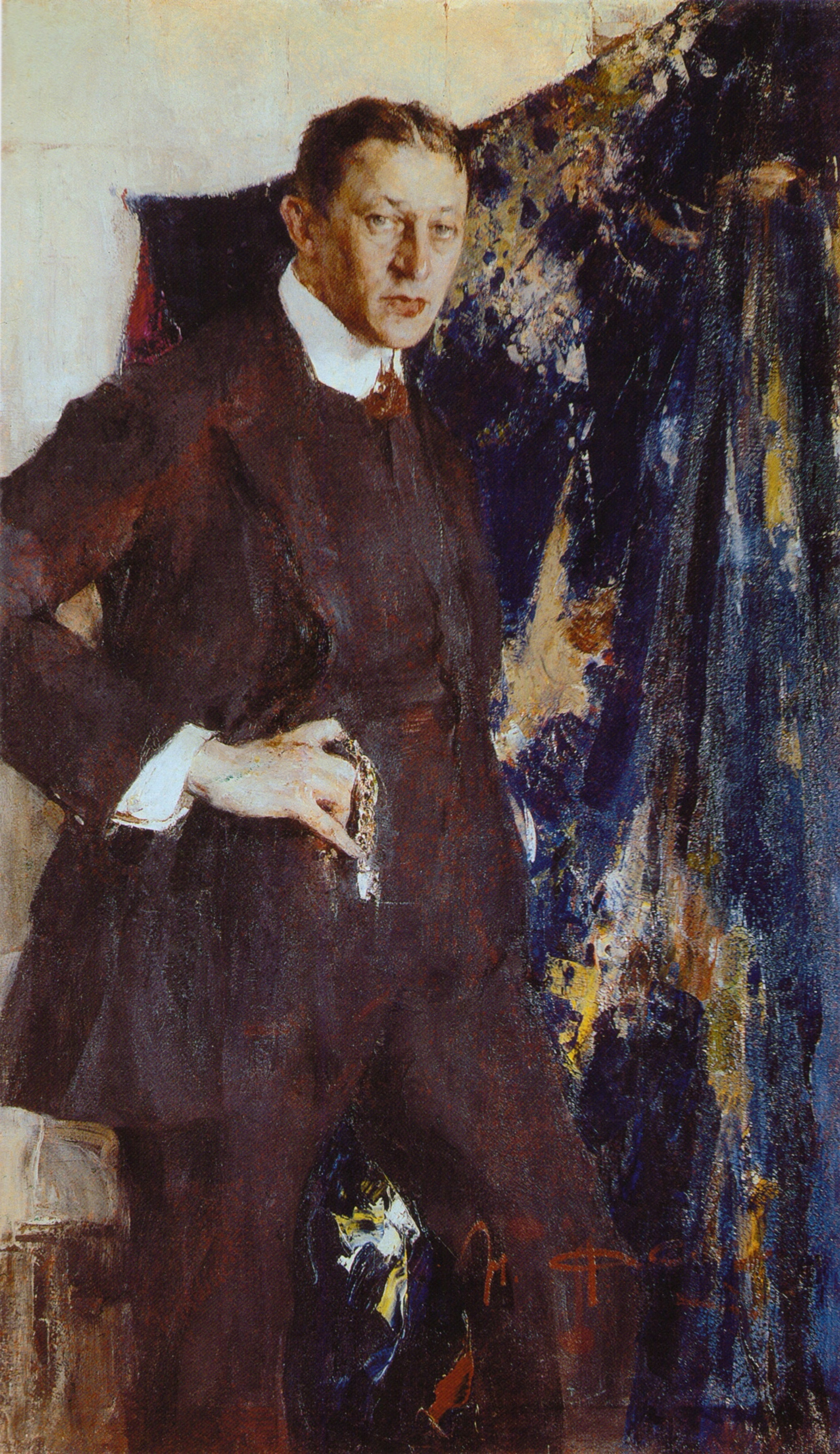
Tikhov (1916)